# 松山城 (伊予国)
松山城（まつやまじょう）は、愛媛県（旧伊予国）松山市に築かれた日本の城。別名金亀城（きんきじょう）、勝山城（かつやまじょう）。「松山城」と呼ばれる城は、同じ現存12天守の一つである備中松山城（岡山県高梁市）など各地に存在する。本城も「伊予松山城」と呼び分けられることもあるが、松山市にあることもあり、単に「松山城」とした場合は一般的に本城を指す。
江戸時代に同地などを治めた伊予松山藩の藩主居城および政庁として築かれた。松山城が建つ勝山は「城山」とも呼ばれ、城跡の主要部分が城山公園として整備されている。四国最大の城郭であるほか、建物がよく保存されている。前述のように、現存12天守の一つである大天守を含む21棟が国の重要文化財に、城郭遺構が国の史跡に指定されている。そのほか、連立式天守群の小天守以下5棟をはじめとする22棟（塀を含む）が木造で復元されている。
天守は江戸時代後期に再建されたもので、現存12天守の中で最も新しい。

## 概要
松山市の中心部に位置する勝山（城山）山頂に本丸、西南麓に二之丸と三之丸を構える平山城である。日本三大平山城にも数えられる。山頂の本壇にある天守（大天守）は、日本の12箇所に現存する天守の一つである。この中では、姫路城（兵庫県姫路市）と同じく、連立式で、日本三大連立式平山城の一つにも数えられる。1933年（昭和8年）ごろまでは、本丸部分には40棟の建造物が現存していたが、1949年（昭和24年）までに19棟が火災により失われ、現存建築は21棟にまで減少した。建造物の現存数は、二条城（京都市）の28棟に次ぐものである。
幕末に再建された大天守ほか、日本で現存数の少ない望楼型二重櫓である野原櫓（騎馬櫓）や、深さ44メートルにおよぶ本丸の井戸などが保存されている。

## 構造
山頂に本丸、南西麓に二之丸、続いて三之丸。北麓には北曲輪、南東麓に東曲輪がある。三之丸は比高6メートルほどの土塁で囲み、北と東に石垣造の虎口を開く。本丸から二之丸にかけて登り石垣を築いて囲み、丘陵斜面からの大手城道への侵入を防ぐ構造としている。山頂の本丸北部には本壇という天守曲輪を持ち、大天守と小天守・南隅櫓・北隅櫓を3棟の渡櫓（廊下）で連結し連立式天守をなしている。松山城の中枢は二の丸で、藩主の生活の場である御殿や庭園、茶室などがあった。三の丸には身分の高い家来の屋敷が建ち並んでいた。本丸は主に倉庫として使われていた。

## 歴史・沿革

### 江戸時代
- 1602年（慶長7年）：伊予国正木城（松前）城主10万石の大名であった加藤嘉明[注釈 2]が、関ヶ原の戦いでの戦功により20万石に加増され、足立重信を普請奉行に任じ、麓に二之丸（二之丸史跡庭園）と三之丸（堀之内）を有する平山城の築城に着手した[注釈 3]。
- 1603年（慶長8年）10月：嘉明が、この地を「松山」と呼ぶこととし、松山という地名が公式に誕生した。
- 1627年（寛永4年）：嘉明は、松山城の完成前に会津藩へ転封となり、蒲生忠知（蒲生氏郷の孫）が、24万石の松山藩主になる。
- 1634年（寛永11年）8月：忠知が参勤交代の途中に死去し、伊予蒲生家が無嗣断絶となる。同じ伊予国にある大洲藩の藩主加藤泰興が松山城を預かる（松山城在番）。城在番中に替地の申し出が江戸幕府になされた。
- 1635年（寛永12年）7月：松平定行が15万石の藩主となり、松山城に居城。
- 1642年（寛永19年）：創建当初5重であったという天守を、定行が3重に改築する[注釈 4]。
- 1784年（天明4年）1月1日 ：天守を含む本壇の主な建物が、落雷により焼失[3]。
- 1854年（安政元年）2月8日：第12代藩主勝善が大天守などの本丸本壇を再建。

### 明治・大正時代
- 1868年（明治元年）：戊辰戦争で新政府軍の一角をなした土佐藩が松山城を受領・保護[注釈 5]。松山藩主の松平定昭は常信寺にて謹慎したが、翌年には赦免された。
- 1870年（明治3年）：失火により三之丸が焼失。
- 1871年（明治4年）
  - 廃藩置県により松山藩から松山県となる。
  - 失火により二之丸焼失。
- 1873年（明治6年）：廃城令による処分により大蔵省と内務省の所管となり、主に麓の城門・櫓・御殿など城外に払い下げられる。建物の解体は行われたが、入札はなかった。同年、愛媛県が成立。
- 1874年（明治7年）：本丸一帯を聚楽園という公園とする。
- 1886年（明治19年）より1945年（昭和20年）にかけて、二之丸と三之丸は陸軍省の管轄となり、松山歩兵第22連隊の駐屯地が三之丸（堀之内）にあった[注釈 6]。
- 1891年（明治24年）:正岡子規が「松山や　秋より高き　天主閣」の俳句を発表。また、1895年（明治28年）には「春や昔　十五万石の　城下哉」の句を詠む（JR松山駅前に句碑がある）[注釈 7]。
- 1923年（大正12年）：松山城（本丸）が旧藩主家の久松家[注釈 8]へ払下となり、そのまま松山市に寄贈され、以降、松山市の所有となっている[注釈 9]。

### 昭和時代以降
- 1933年（昭和8年）7月9日：松山城放火事件により大天守を除く本壇の現存建築を焼失。
- 1935年（昭和10年）：天守など35棟の建造物が当時の国宝保存法に基づく国宝（旧国宝、現行法の「重要文化財」に相当）に指定される。
- 1945年（昭和20年）7月26日：松山空襲で天神櫓など11棟が焼失。
- 1949年（昭和24年）2月27日：精神病患者（出典ママ）のたき火により[4]筒井門とその東続櫓、西続櫓の3棟を焼失。以上3棟の旧国宝指定を解除。
- 1950年（昭和25年）：焼失を免れた天守など21棟の建造物は文化財保護法施行により国の重要文化財となる。
- 1952年（昭和27年）：二之丸と三之丸を含む松山城山公園が国の史跡に指定。
- 1955年（昭和30年）：ロープウェイが、1966年（昭和41年）には平行してリフトがそれぞれ登城客の利便を図るため設置され、360度開けた大天守からの眺望のよさもあり、松山市を代表する観光地となっている[注釈 10]。
- 1968年（昭和43年）：1933年に焼失した本壇の建造物群を木造により復元[注釈 11]。
- 1989年（平成元年）：松山城山公園が日本さくら名所100選に選定。
- 1992年（平成4年）4月：大井戸などの遺構や茶室が整備された松山城二之丸史跡庭園が落成。
- 2004年（平成16年）10月：大天守ほか6棟の改修工事を開始。
- 2006年（平成18年）
  - 松山城山公園が日本の歴史公園100選に選定。
  - 4月6日： 日本100名城（81番）に選定。
  - 11月末 - 2004年から行われていた工事が終了。改修を記念して大天守の「しゃちほこ」に「天丸」と「まつ姫」の愛称が公募によって付けられた。また、改修工事中、江戸時代に侍を描いたと思われる、下見板裏の落書きが発見され、天守内に展示している。
- 2007年（平成19年）3月2日：情緒ある佇まいが残されていることが評価され美しい日本の歴史的風土100選に、同じ松山市内にある道後温泉とともに選定。
- 2008年（平成20年）1月：現存12天守スタンプ帳付きの松山城観光案内図の配布開始。
- 2009年（平成21年）：ミシュラン観光版（ギード・ベール）日本編では二つ星に選定された[注釈 12]。
- 2010年（平成22年）7月12日 - 6時頃から短時間に大雨が降った影響で城山の南山腹の土砂が崩れ、麓の愚陀仏庵が全壊した[5]。
- 2014年（平成26年）：三之丸跡の発掘調査で『亀郭城秘図』と合致する石垣跡が発見された[6]。トリップアドバイザーによる「行ってよかった! 日本の城ランキング2014」で2位になった[7]。
- 2019年（令和元年）9月10日：小天守など9棟が登録有形文化財に登録[8]。
- 2024年（令和6年）7月12日：城山の北東部斜面に設置された緊急車両用道路と周辺の斜面が幅約50メートル、高さ100メートルにわたって崩壊し麓では土石流となった。これにより木造家屋1棟が飲み込まれ3名が亡くなり、周辺のマンションなどにも土砂や樹木が流れ込んだ[9]。緊急車両用道路には以前から割れ目が発見され危険が指摘されており、事故発生当時は対策の工事が行われていた[10]。

## 文化財

### 重要文化財
以下の21棟が国の重要文化財に指定されている。

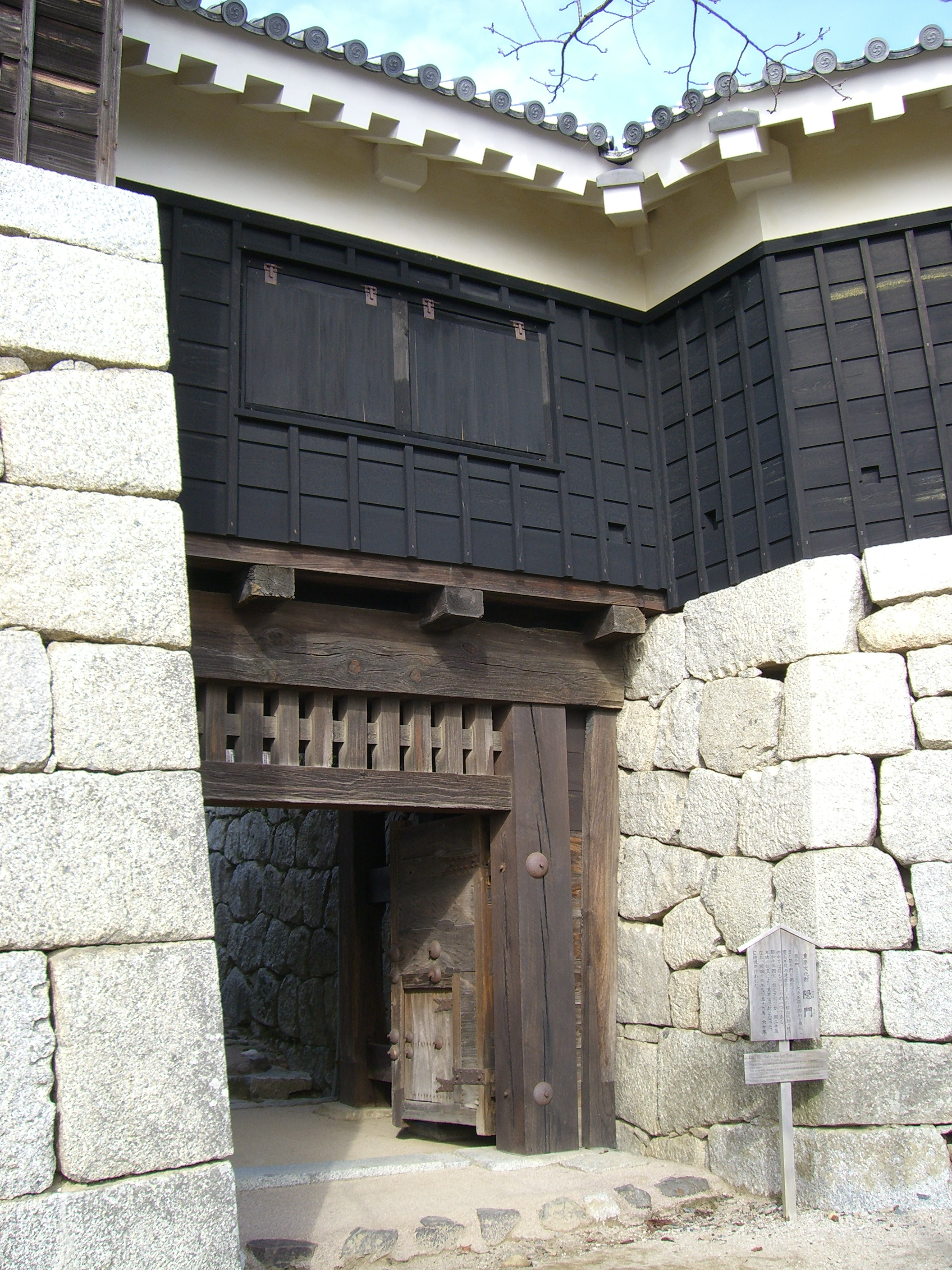
松山城隠門と続櫓

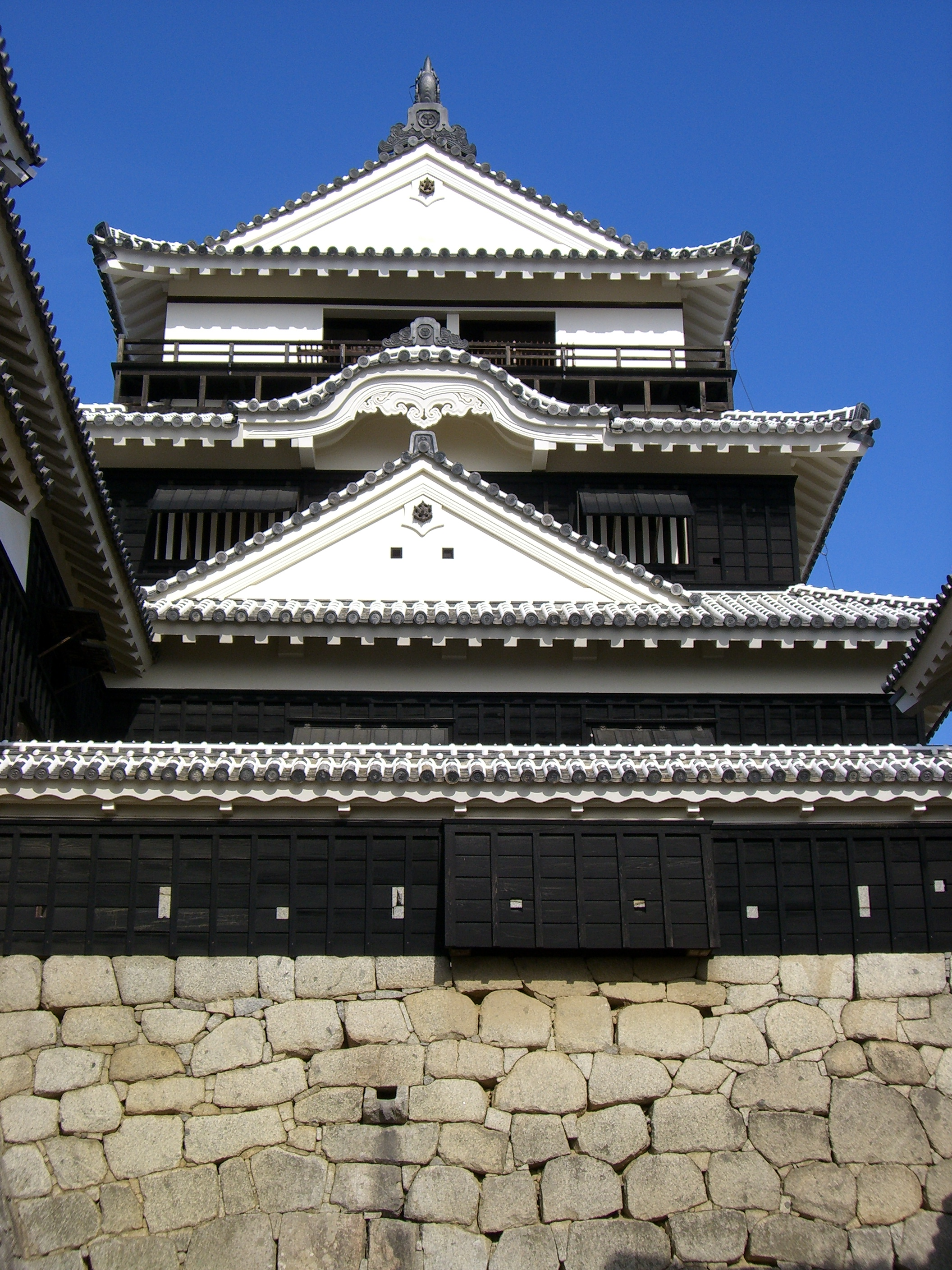
松山城大天守と、その前にあり、石垣の上に位置する筋鉄門東塀

- 戸無門

高麗門の建築様式で、慶長の創建当初から門扉がないので戸無門（となしもん）の名がある。この門の手前にある太鼓櫓下の通路は、乾門方面（実は行止まり）と戸無門方面へ敵を分散させるため複雑な構造となっている。
- 隠門
- 隠門続櫓

櫓門となっている隠門（かくれもん）は、筒井門に達した敵の側背を襲うための埋門（うずみもん）となっている。隠門続櫓ともども小規模ながら、築城当時の面影を見ることができる。なお、築城時は「尾谷三ノ門」と呼ばれたとの説がある。
- 乾櫓

古町口登城道が本丸に達する地点に設けられた、搦手（からめて：裏側）方面の防備のための2重の隅櫓である乾（いぬい）櫓は、窓は格子・突上げ構造で、腰袴式ではなく出窓式の石落としが設けられている。
- 野原櫓

「騎馬櫓」とも呼ばれる野原櫓は、西北の本丸石垣に面して建てられた二重櫓で、大入母屋屋根の中ほどに2間半の2階を載せており、望楼起源説による大屋根の上に造られた物見櫓から天守建築が始まったとする論拠となる構造で、石落とし・狭間など加藤嘉明の築城当時の仕様がほぼそのまま残る。
- 紫竹門
- 紫竹門東塀
- 紫竹門西塀

紫竹門（しちくもん）は、西と東の続塀によって本丸の大手（正面）と搦手を仕切る役割を担う高麗門で、続塀には、弓矢や鉄砲で敵を狙うため正方形や長方形の狭間が設けられている。なお、紫竹門を含め、重要文化財に指定されている本壇（天守曲輪）一帯の建造物は、安政元年落成にかかるものであり、屋根瓦には建造主の家紋である三つ葉葵が付けられている。
- 一ノ門
- 一ノ門南櫓
- 一ノ門東塀
- 二ノ門
- 二ノ門南櫓
- 二ノ門東塀
- 三ノ門南櫓
- 筋鉄門東塀

高麗門の一ノ門から薬医門の二ノ門にかけては、本壇入口に位置する単層櫓の一ノ門南櫓、一ノ門東塀、本壇の南東に位置する単層隅櫓の二ノ門南櫓、二ノ門東塀、二ノ門と筋鉄門（すじがねもん）東塀に接する単層櫓の三ノ門南櫓で仕切られた枡形となっている。また、筋鉄門東塀は大天守正面にある渡塀で、一ノ門やその南櫓と小天守とともに一ノ門前に虎口を形成する役割を担っていた。
- 三ノ門
- 三ノ門東塀

本壇内庭の東側の防備を固める三ノ門は脇戸を省略した高麗門で、三ノ門東塀とともに二ノ門内側や天神櫓前の本壇広場に対する防備を固めている。ここを通過すると大天守正面と筋鉄門東塀に挟まれた通路に至るが、天守の玄関がある連立式の特徴である内庭の入口には櫓門である筋鉄門が置かれている。
- 仕切門
- 仕切門内塀

本壇内庭の北側の防備を固める高麗門が仕切門であり、天神櫓前の本壇広場に対する防備を固めている。ここを通過すると内庭の入口であり、櫓門である内門に達する。また、仕切門内塀は、本壇北側の石垣に面するとともに、南に折れ曲がって玄関多聞櫓（げんかんたもんやぐら）に達することから、本丸北曲輪や北隅櫓下の石垣に対する防備を担っている。
- 天守（大天守）

創建当時には、現在、三重天守の建つ天守台に五重天守が建てられていたが、1642年に3重に改修している。それは、本壇がある標高132メートルの本丸広場の一部は谷を埋め立てているため地盤が弱かったからとも、武家諸法度の意を受けて、江戸幕府に配慮したためともいわれている。その三重天守も1784年に落雷で本壇の主要建物とともに焼失し、現存する大天守は、黒船来航の前年である1852年に、石垣普請とともに再建工事が完了し、1854年に落成した3代目の天守で、連立式3重3階地下1階構造の層塔型天守である。大天守は高さ20メートル（鯱の高さを入れると21.3メートル）本壇は8.3メートルの高さがある。幕末に親藩大名松平（久松）家により復興されたものであるためか普請の精度は高く、建築材料には樟や欅また栂など一級と呼ばれる木材が使用されている。五重天守である福山城天守（9間×8間）をしのぐ規模の切込みハギの石積み天守台（8間×10間）の内側に、地下1階が造られ、3重3階の木造内部には、入側（武者走り）が各階に設けられており、その内側である身舎（もや）には天井を張り、鴨居と敷居で仕切られた畳床仕様で、かつ、床の間を設けている。外部は1・2階に黒塗下見張り、塗籠角格子の窓には突上げ板戸などを配し、屋根には千鳥破風や軒唐破風が付れられ、また、3階は白漆喰塗りで、格子がない引戸窓の外には、格式を高める目的で実用でない外廻縁、高欄が付けられている。なお、鯱を含め屋根は瓦葺である。
日本における最後の天守建築（桃山文化様式）であり、現存12天守の中で、唯一、親藩（松平氏）による普請であったため、丸に三つ葉葵の瓦紋が付けられている。

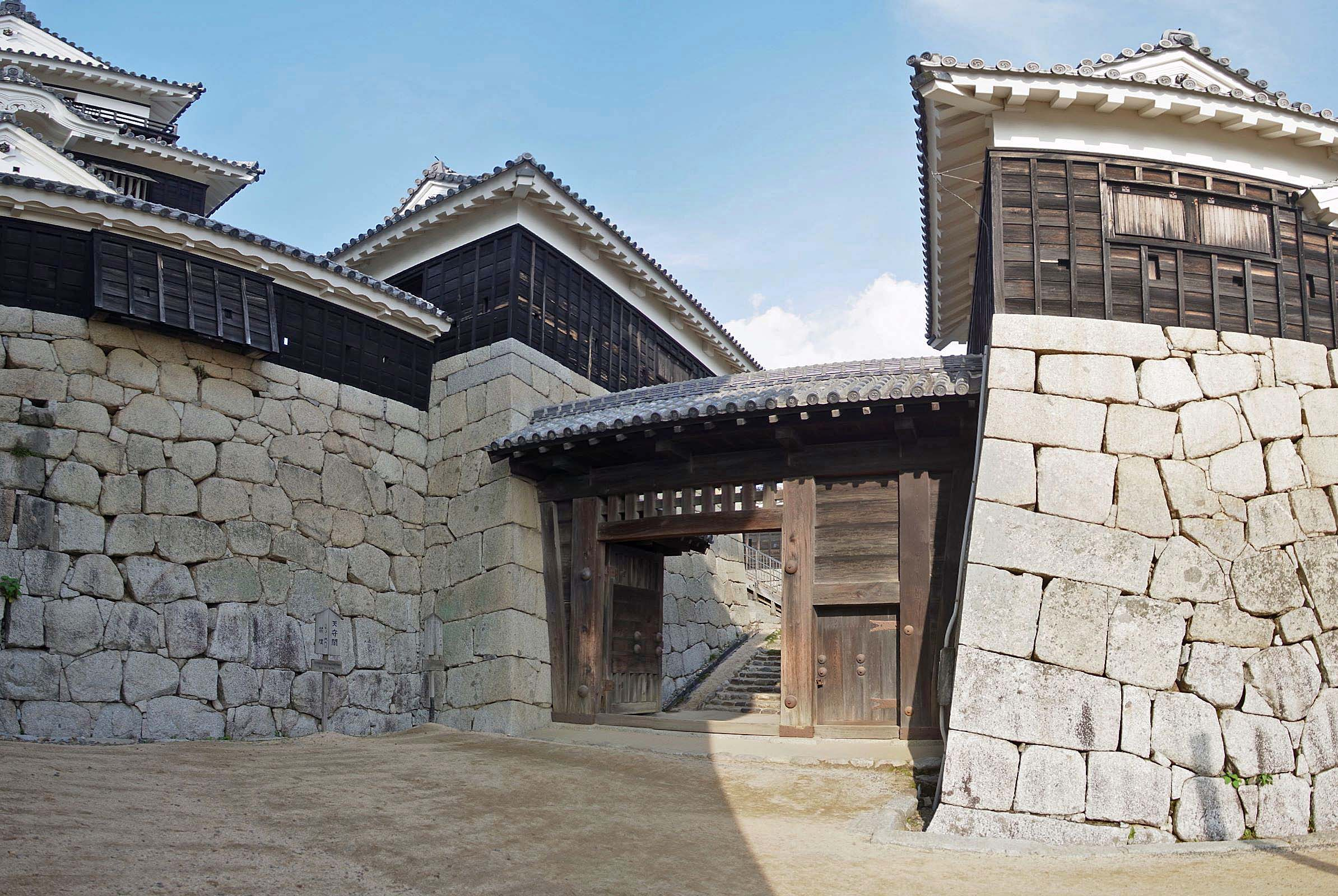
重要文化財：一ノ門
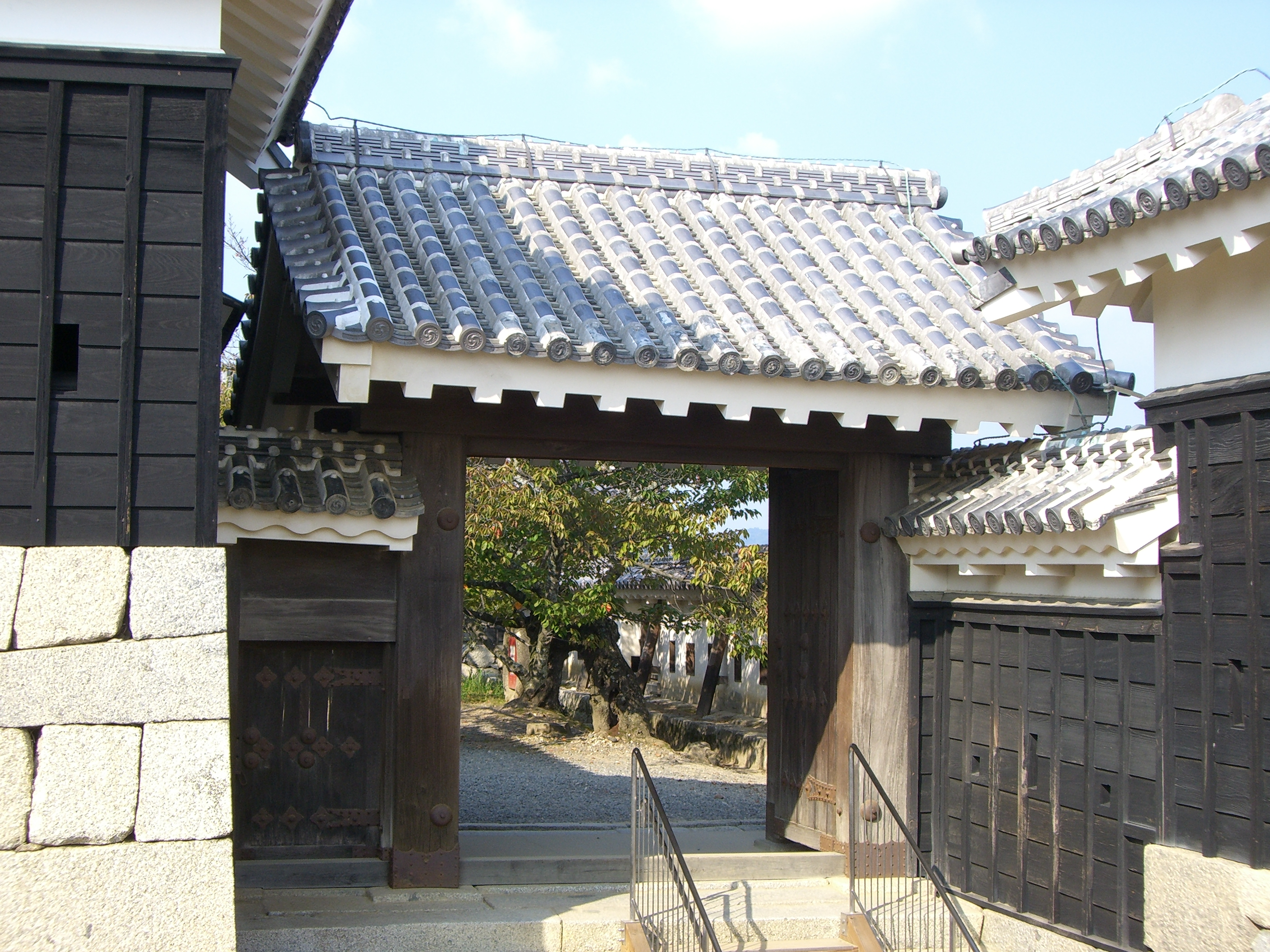
重要文化財：二ノ門
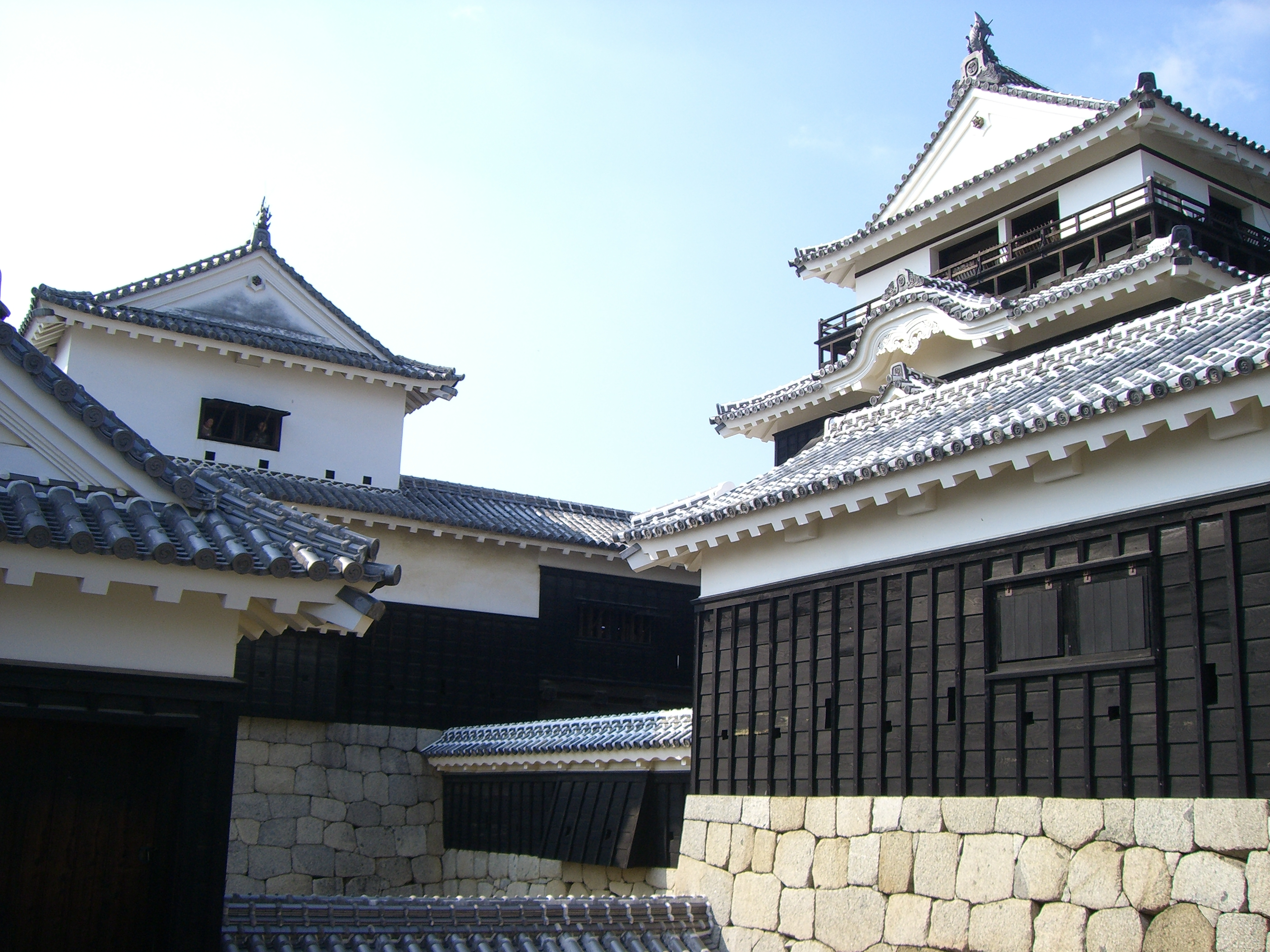
重要文化財：大天守（右上）、三ノ門南櫓（右下）、筋鉄門東塀（中下）
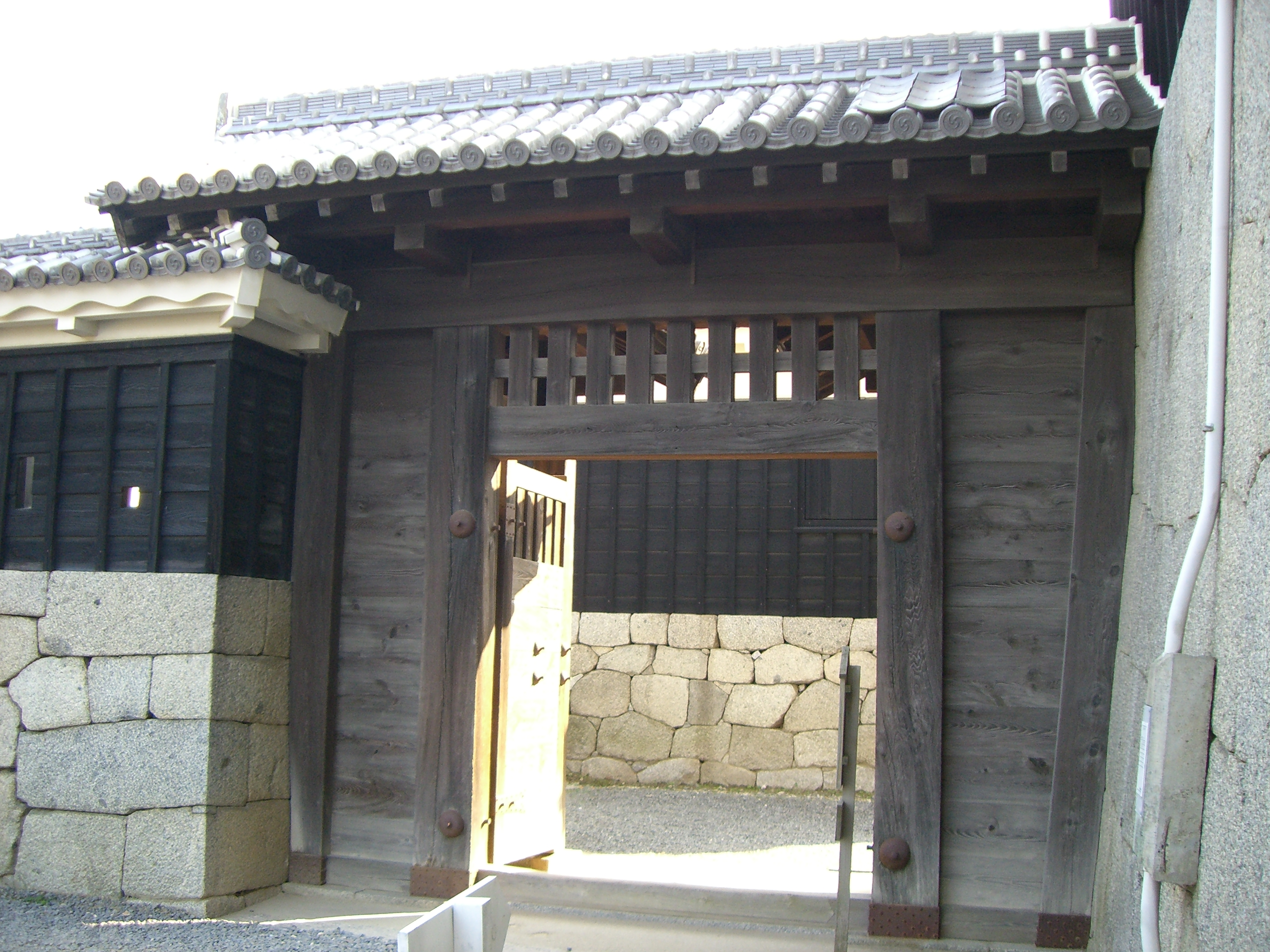
重要文化財：三ノ門、三ノ門東塀（左側）、三ノ門南櫓（奥）
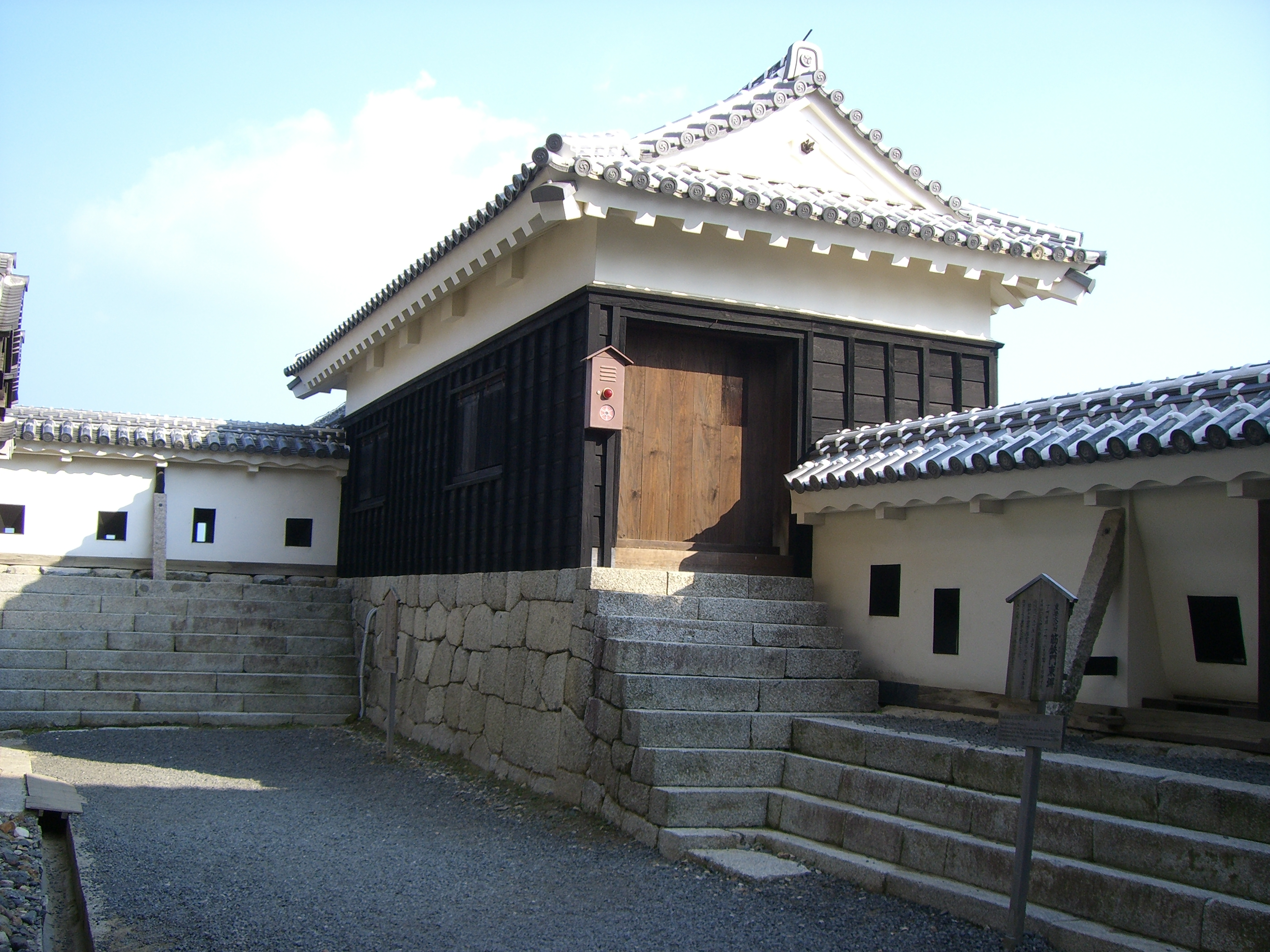
重要文化財：三ノ門東塀（左側）、三ノ門南櫓（中央）、筋鉄門東塀（左側）
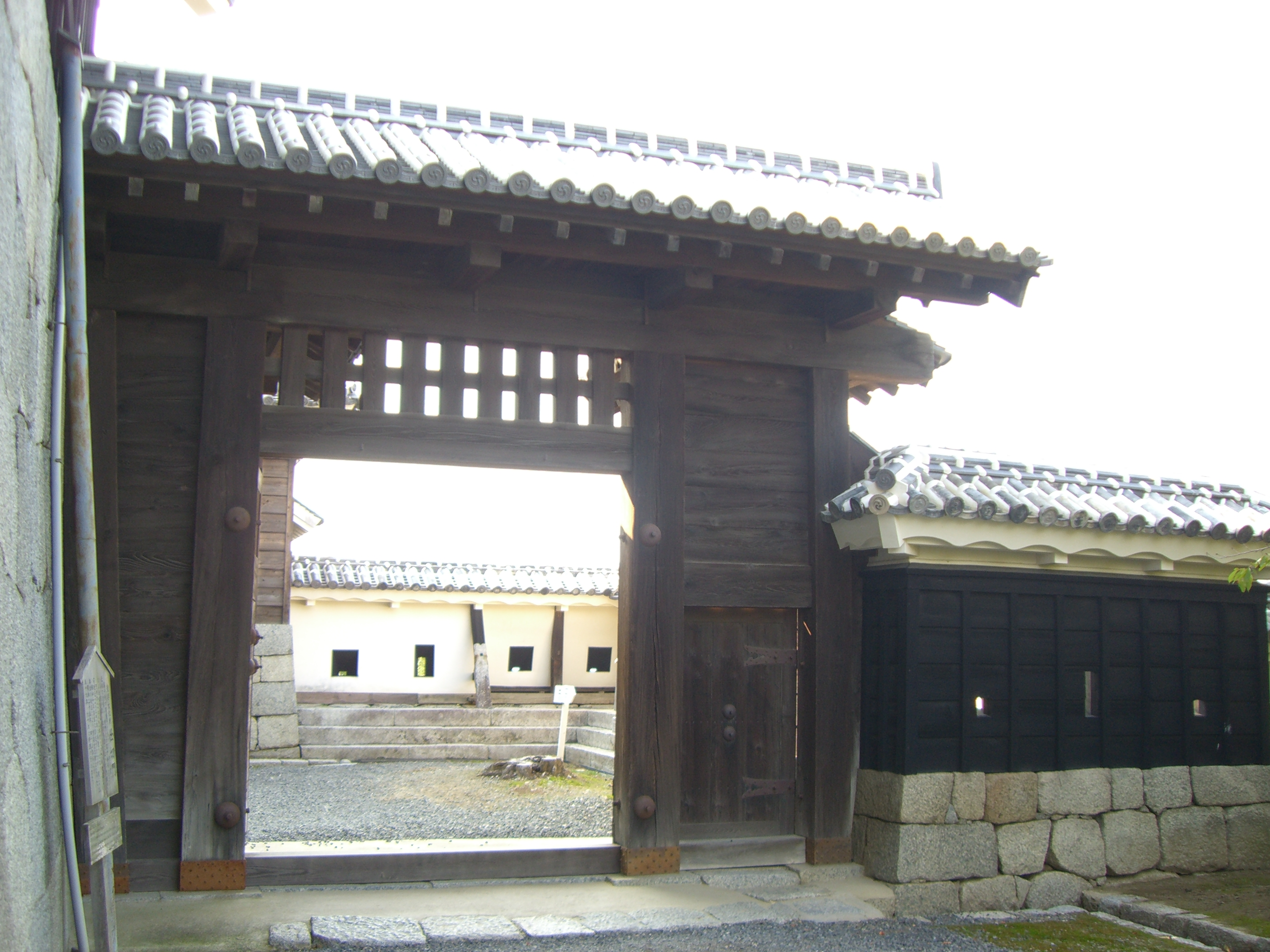
重要文化財：仕切門、仕切門内塀（右側・奥）

### 登録有形文化財
2019年に以下の復元建造物9棟が国の登録有形文化財に登録された。
- 小天守
- 南隅櫓
- 北隅櫓
- 玄関
- 玄関多聞櫓
- 十間廊下
- 多聞櫓
- 筋鉄門
- 内門

### 焼失した文化財
1933年7月9日、不審火で以下の9棟の建造物が焼失した。
- 小天守、南隅櫓、北隅櫓、玄関、玄関多聞櫓、十間廊下、多聞櫓、筋鉄門、内門

1945年、戦災で以下の11棟の建造物（旧国宝）が焼失した。
- 天神櫓、馬具櫓、太鼓櫓、巽櫓、乾門、乾門東続櫓、太鼓門、太鼓門続櫓、乾門西塀、太鼓門東塀、太鼓門西塀

また、戦後の1949年2月27日、不審火で以下の3棟の建造物（旧国宝）が焼失した。
- 筒井門、筒井門東続櫓、筒井門西続櫓

## 復元事業
明治維新後においても本丸の城郭建築群はほとんど破却されることはなかったが、昭和に入り放火や戦災により門や櫓などが焼失した。写真や国宝指定作業における正確な図面などが残されていたことから、1958年から本格的な木造による復元が行われている。
1958年復元
- 馬具櫓

1968年復元
- 筋鉄門
- 小天守
- 多聞櫓
- 南隅櫓
- 十間廊下
- 北隅櫓
- 玄関多聞
- 玄関
- 内門

これらは本壇上の南西から西面及び北西の防衛ラインを構成し、大天守（重要文化財）とともに連立式天守を構成する建物群である。小天守は一の門の枡形虎口を見下ろす位置にあるとともに、本丸大手方面や紫竹門を監視する役割があり、2階全部と1階上部が塗籠め白漆喰の外壁仕様となっている。大天守と小天守を繋ぐ筋鉄門は、大天守と玄関多聞を繋ぐ内門とともに内庭防備の櫓門として設けられており、門の柱に鉄板を張ってあるのでこの名がある。多聞櫓形式である十間廊下で結ばれている南隅櫓と北隅櫓は、天守における搦手方面の拠点となっており、2階の窓には格式を高めるため飾りの高欄がある。玄関は内庭の北面にあり、向唐破風屋根で妻入りである。天守本壇の建物群は天守丸の石垣とともに幕末に再建されたことから、各所に親藩としての格式を重んじた居住化傾向が顕れているといわれている。
1971年復元
- 筒井門
- 筒井門東続櫓
- 筒井門西続櫓

櫓門である筒井門は、大手から本丸への通路にある重要な門で、その守りを固めるため、東と西に続櫓が置かれている。しかも、隠門（重要文化財）は筒井門に到達した敵の側面を襲撃するために設けられている。
1973年復元
- 太鼓櫓
- 太鼓門西塀
- 太鼓門南続櫓
- 太鼓門
- 太鼓門北続櫓

1979年復元
- 天神櫓
- 天神櫓南塀
- 天神櫓西折曲塀

本壇上の北から西かけての北東面の防衛ラインの拠点にあるのが天神櫓で、艮門の状況を把握する役割も持っていた。久松松平家の遠祖にあたる菅原道真を祀ったためこの名があり、勝山山頂の天守本壇にある学問の神とのことで、合格祈願に訪れる受験生もいる。
社寺建築に用いられる正面扉様式（蔀戸・しとみど）を持つ本壇天神櫓は全国的にもあまり例はない。
1982年復元
- 乾門
- 乾門西塀
- 乾門東続櫓
- 乾門東続櫓東折曲塀

乾門とその続櫓は本丸搦手防衛の重要な拠点で、乾櫓（重要文化財）とともに強力な防衛ラインを構築している。また、搦手から本丸下の東側通路に侵入しようとする敵のために野原櫓（重要文化財）が築かれている。
1984年復元
- 艮門
- 艮門東続櫓

本丸の北東にあり、本壇の東にある艮（うしとら）門は、その続櫓とともに東面の防備の役割を担い、また、大手や搦手方面から侵入した敵の側面を襲うため、兵の出撃口としての役割も持っており、艮門前は虎口を形成している。
1986年復元
- 巽櫓西塀
- 巽櫓

太鼓櫓から巽櫓（たつみやぐら）までは、大手面に対する連続した本丸防衛ラインを構築する一連の建物群となっている。本丸の南西に位置する太鼓櫓は大手方面の眺めのよいところに建てられており、戦の合図のための太鼓が置かれたことからこの名がある。太鼓門は脇戸付の櫓門で南と北に続櫓が置かれており、本丸の南東にある巽櫓は、本丸下の東側通路の監視とともに太鼓門に到達した敵の背後を攻撃できる位置に建てられている。なお、巽櫓は月見櫓と呼ばれていたとする説もある。
1992年復元
- 二之丸多聞櫓
- 二之丸四足門

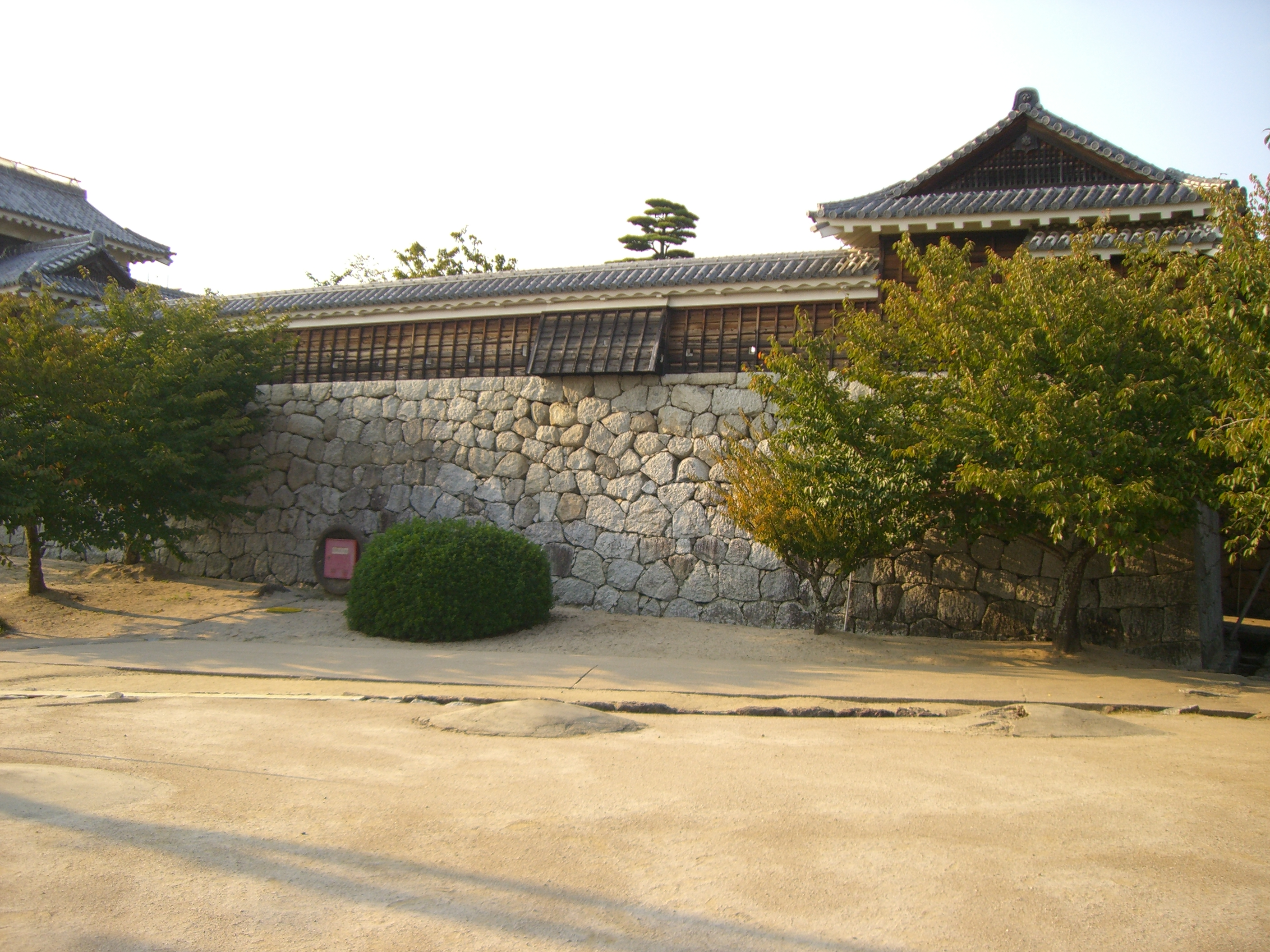
太鼓櫓、太鼓門西塀、太鼓門南続櫓
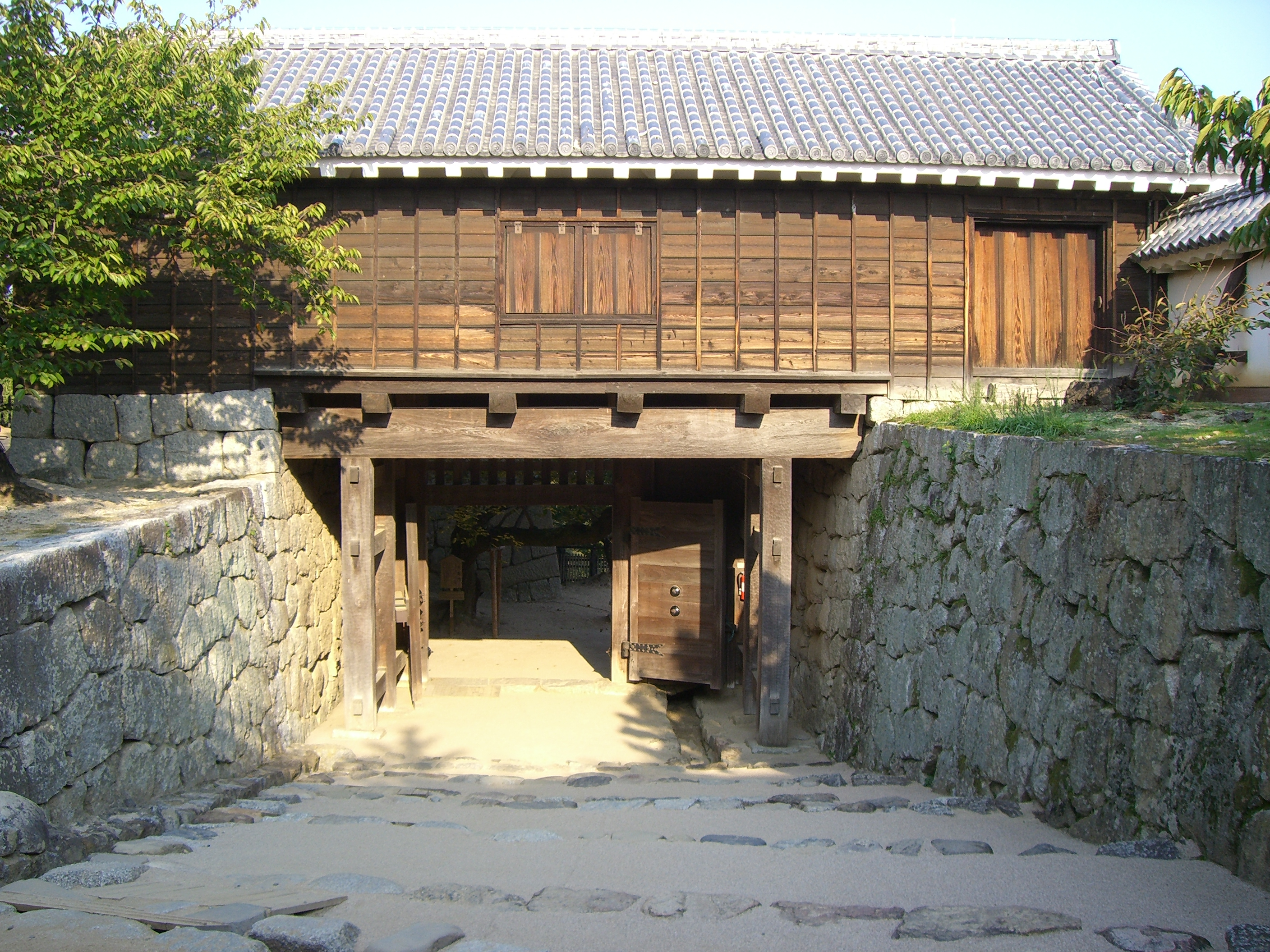
太鼓門と南北の続櫓
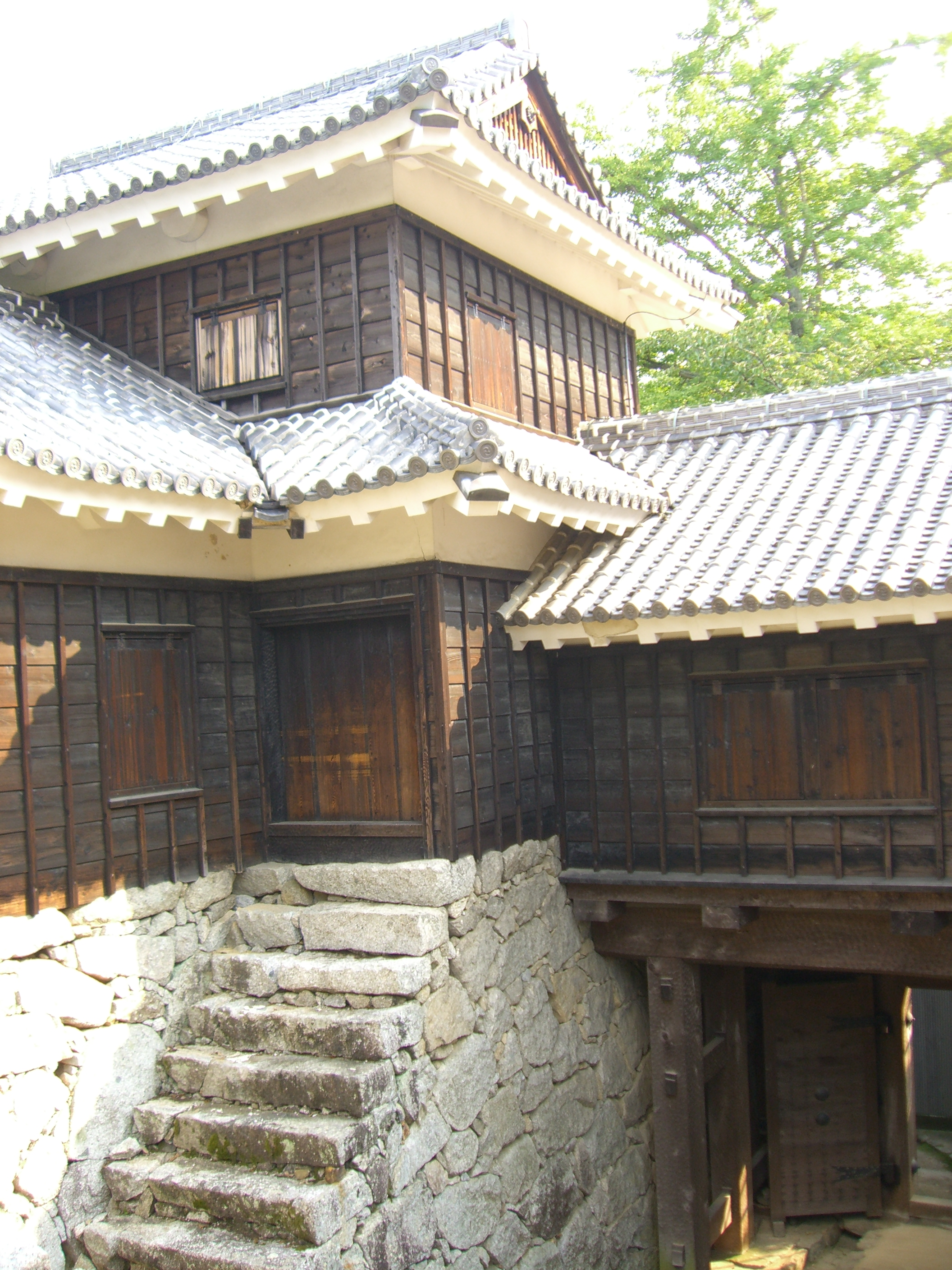
艮門と東続櫓
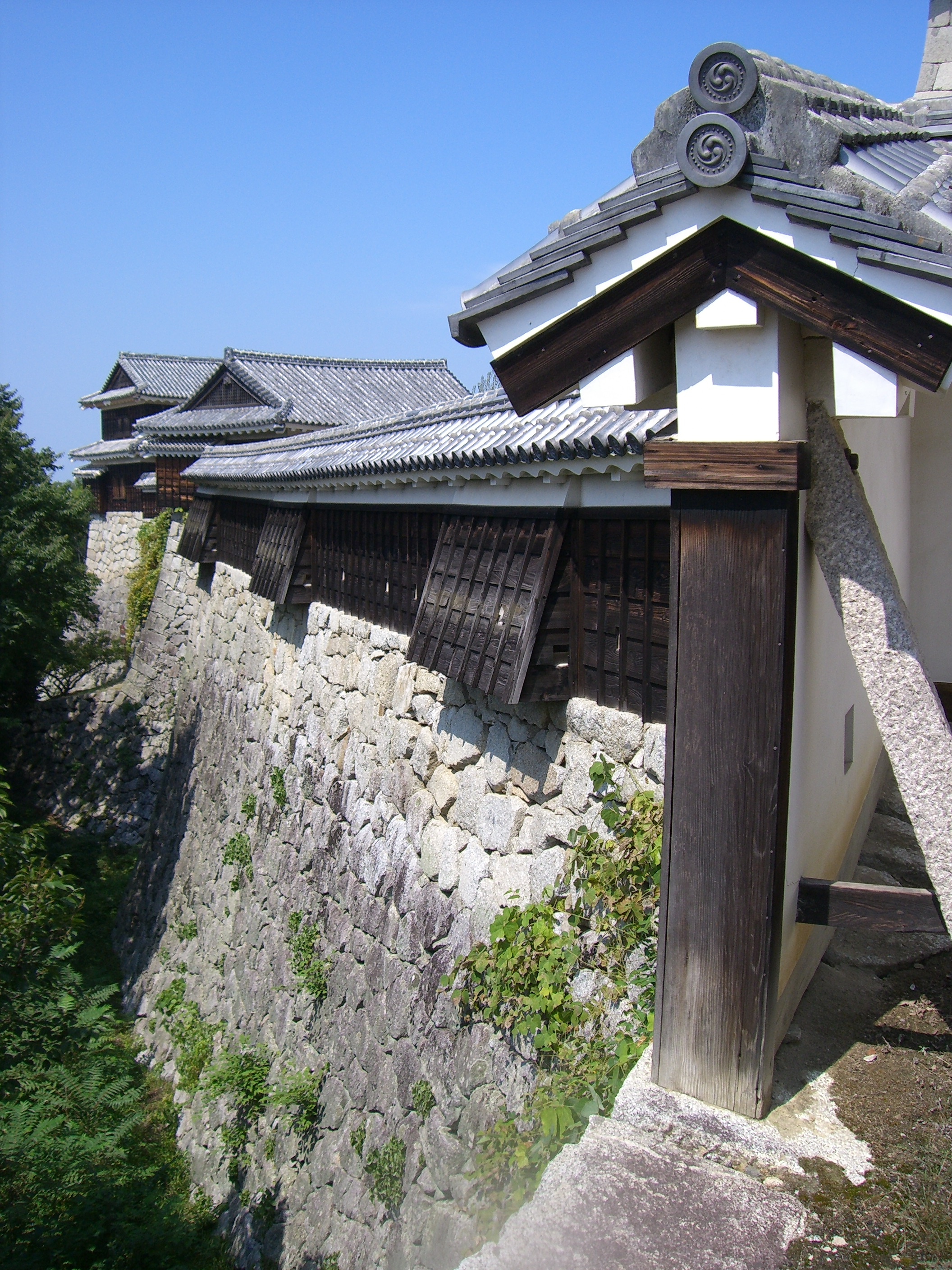
奥から乾櫓、乾門東続櫓櫓・東折曲塀
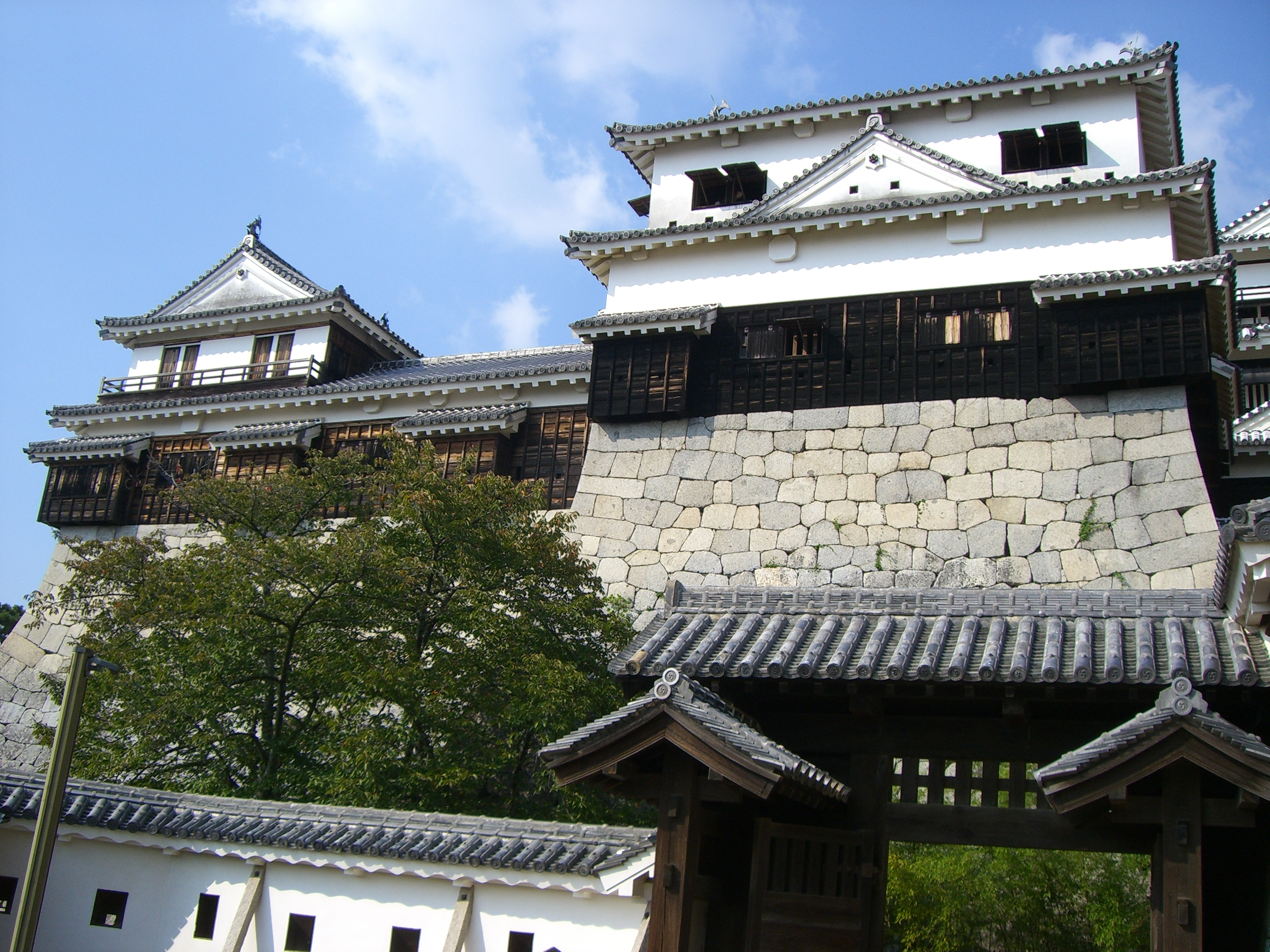
小天守、多聞櫓、南隅櫓（下は重要文化財の紫竹門・西塀）
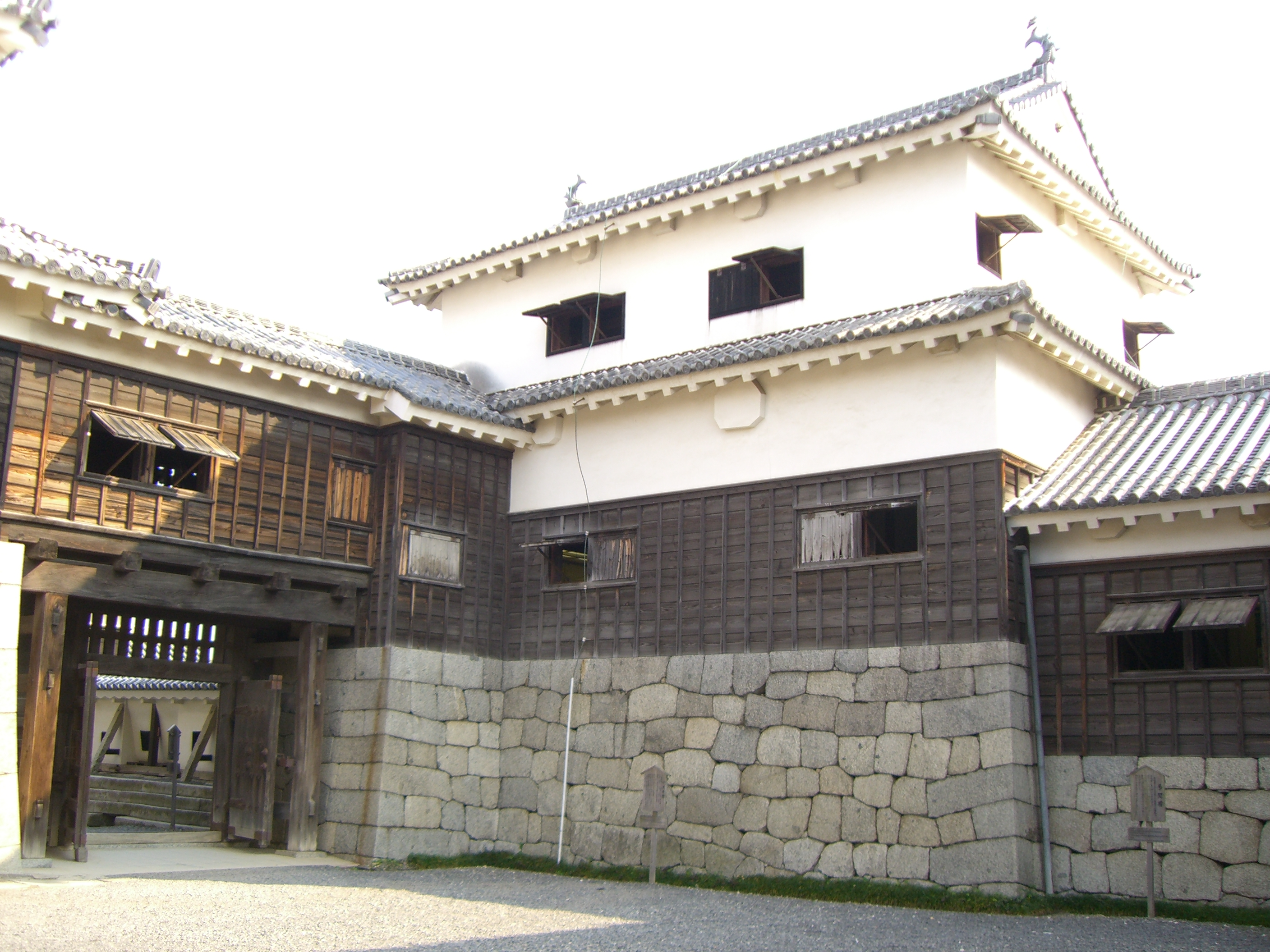
内庭から見た筋鉄門と小天守
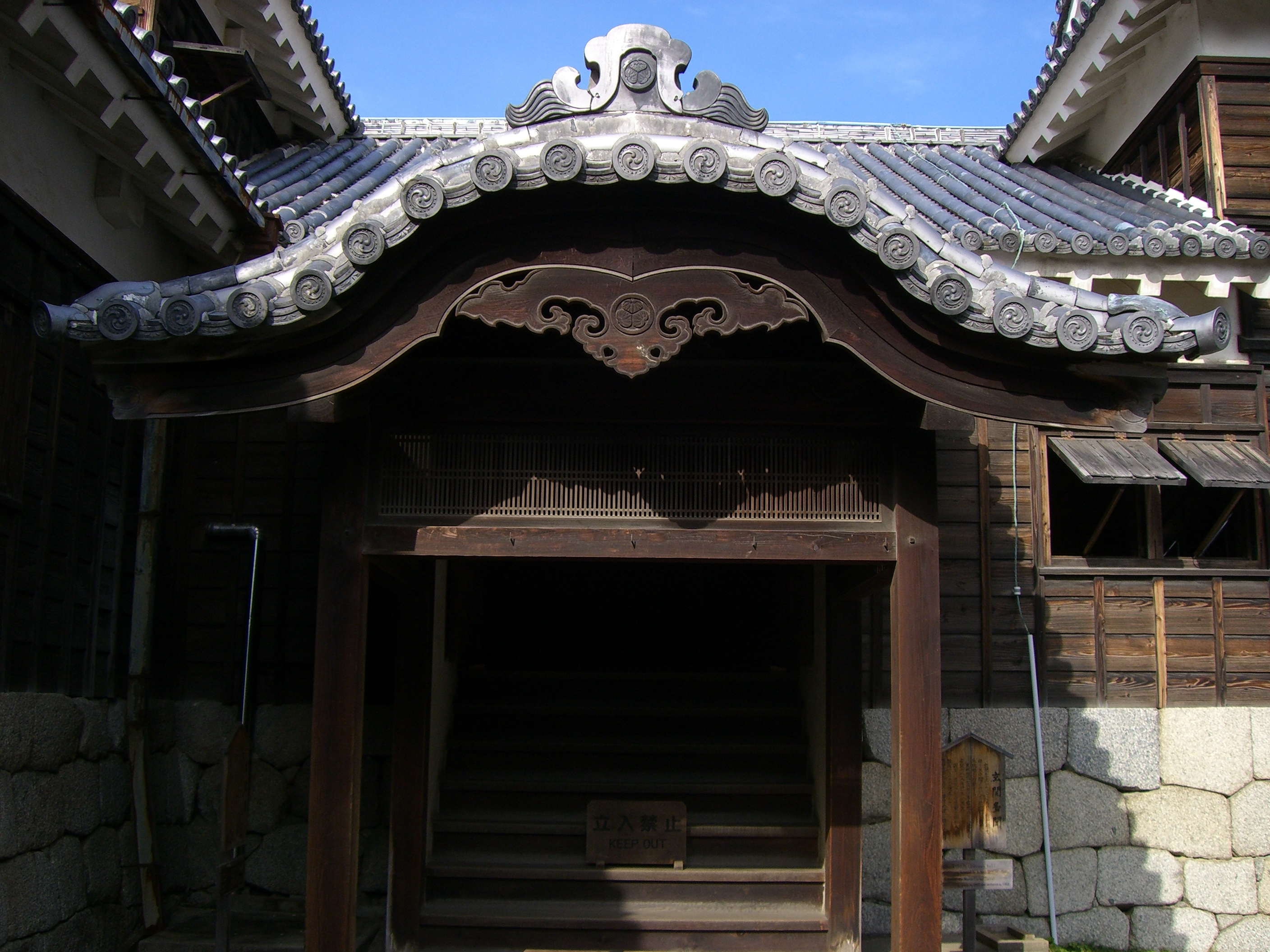
葵の御紋が付けられた天守の玄関
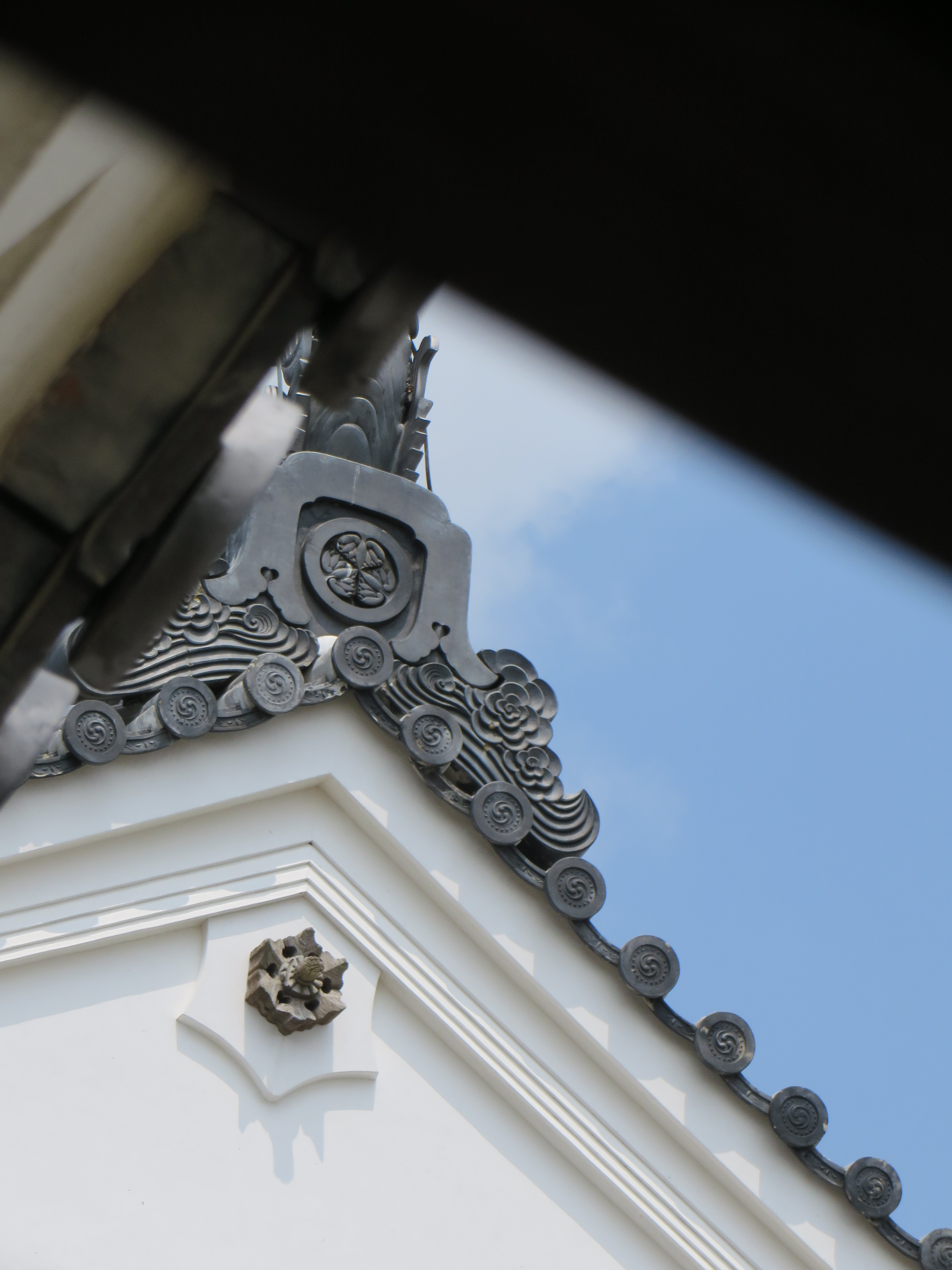
伊予松山城 小天守閣の三つ葉葵紋

## 現地情報

### 登城
松山城本丸は、市街のほぼ中央に位置する標高132メートルの山頂にある。天守へのルートは、4つあるが、一般・観光客向けのルートは東雲口と呼ばれる東側からの登城道で、こちらはロープウェイやリフトも整備され、東雲神社を通って徒歩で上ることもできる。他のルートは、地元の人が散歩等にもっぱら利用しており、県庁裏登城道以外はあまり整備されていない。
松山城山ロープウェイ東雲口駅舎の最寄り駅は、徒歩約5分のところにある伊予鉄道市内電車の大街道停留場（駅）であり、ここには「坊っちゃん列車」も停車する。大街道駅の北側に、ロープウエー街の入口があり、また、少し東側には交番や伊予鉄タクシーの乗り場がある。なお、松山城山ロープウェイ東雲口駅舎1階には、財団法人松山観光コンベンション協会が運営の年中無休の観光案内所がある。

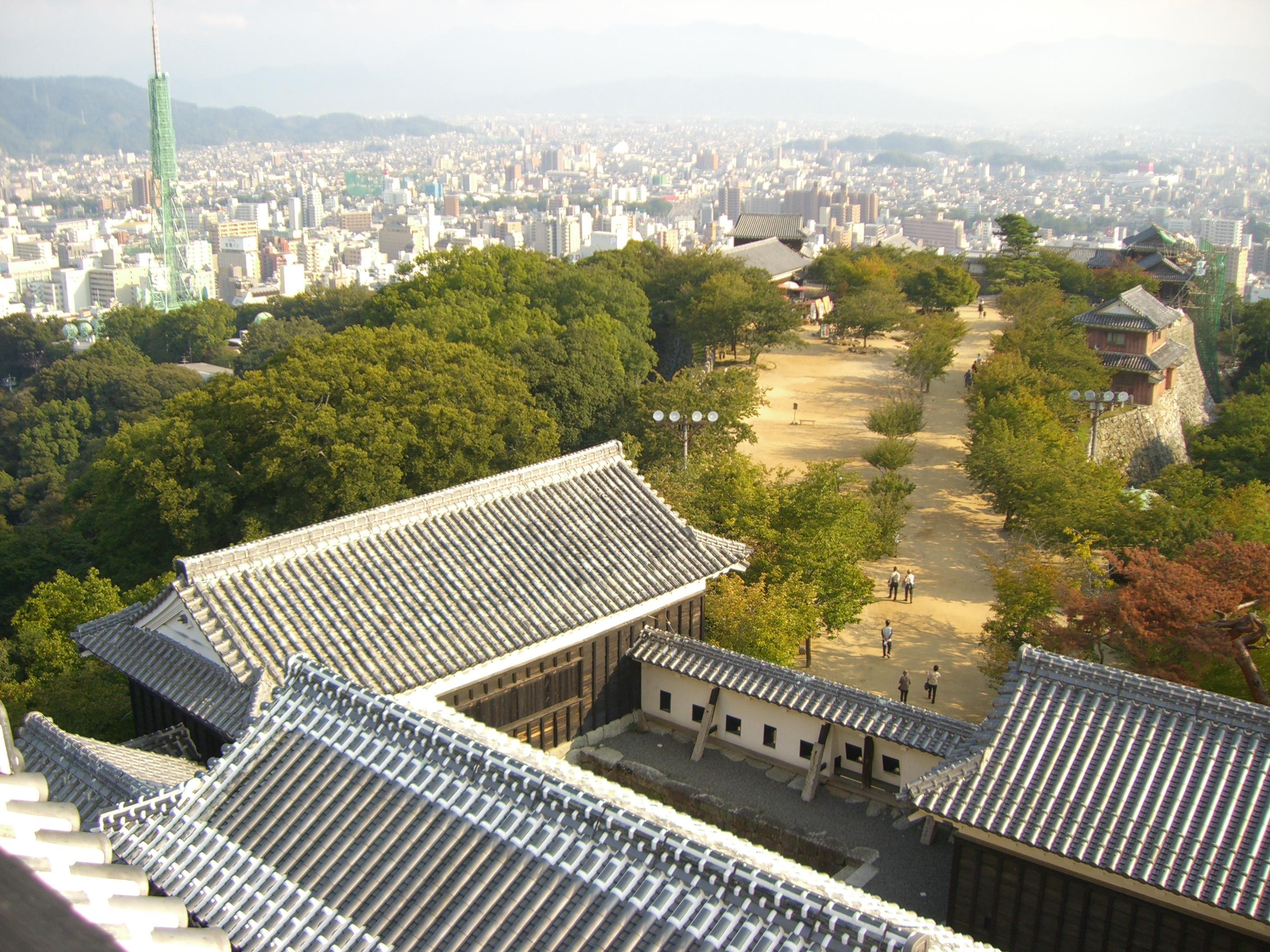
天守群
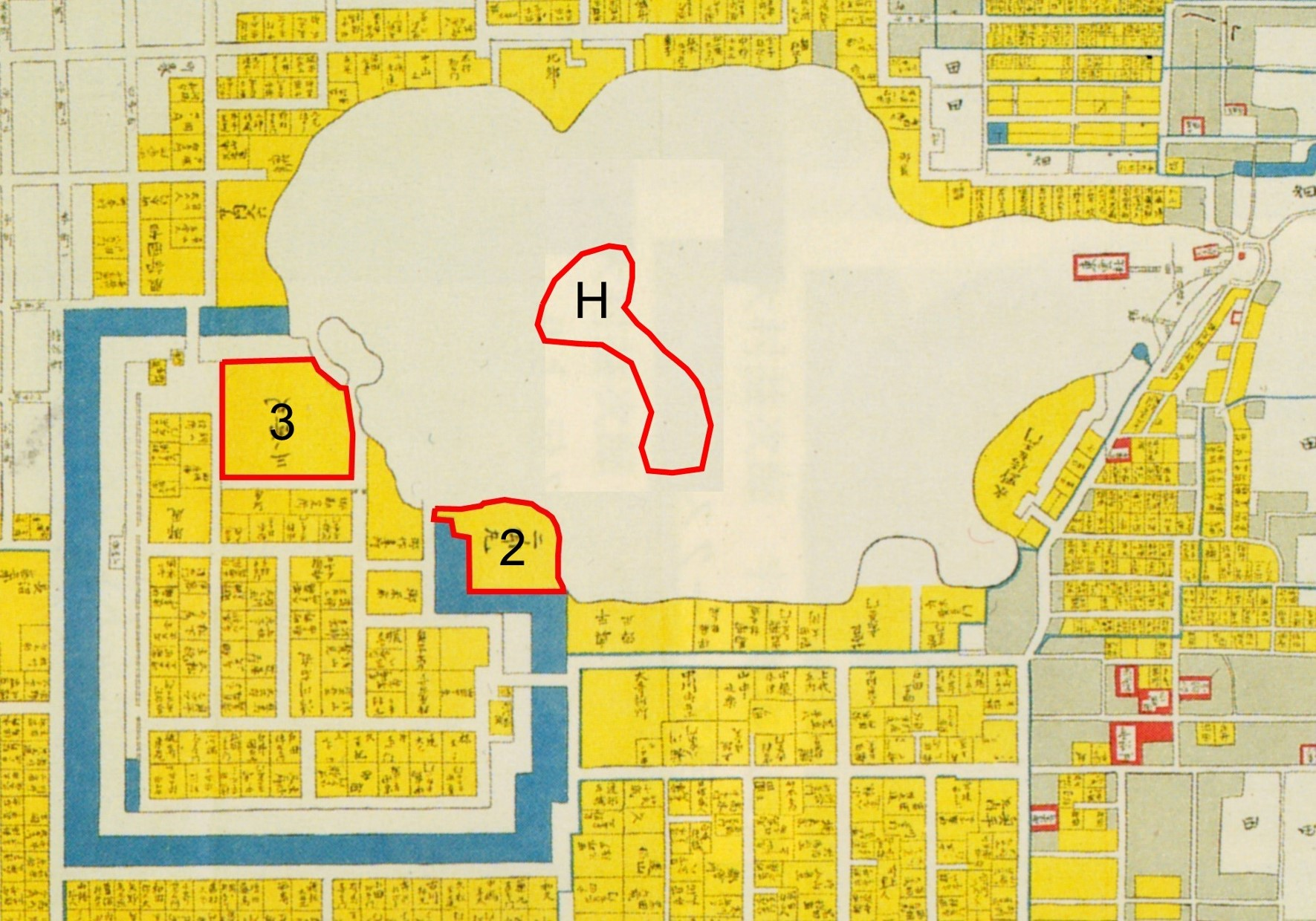
古絵図
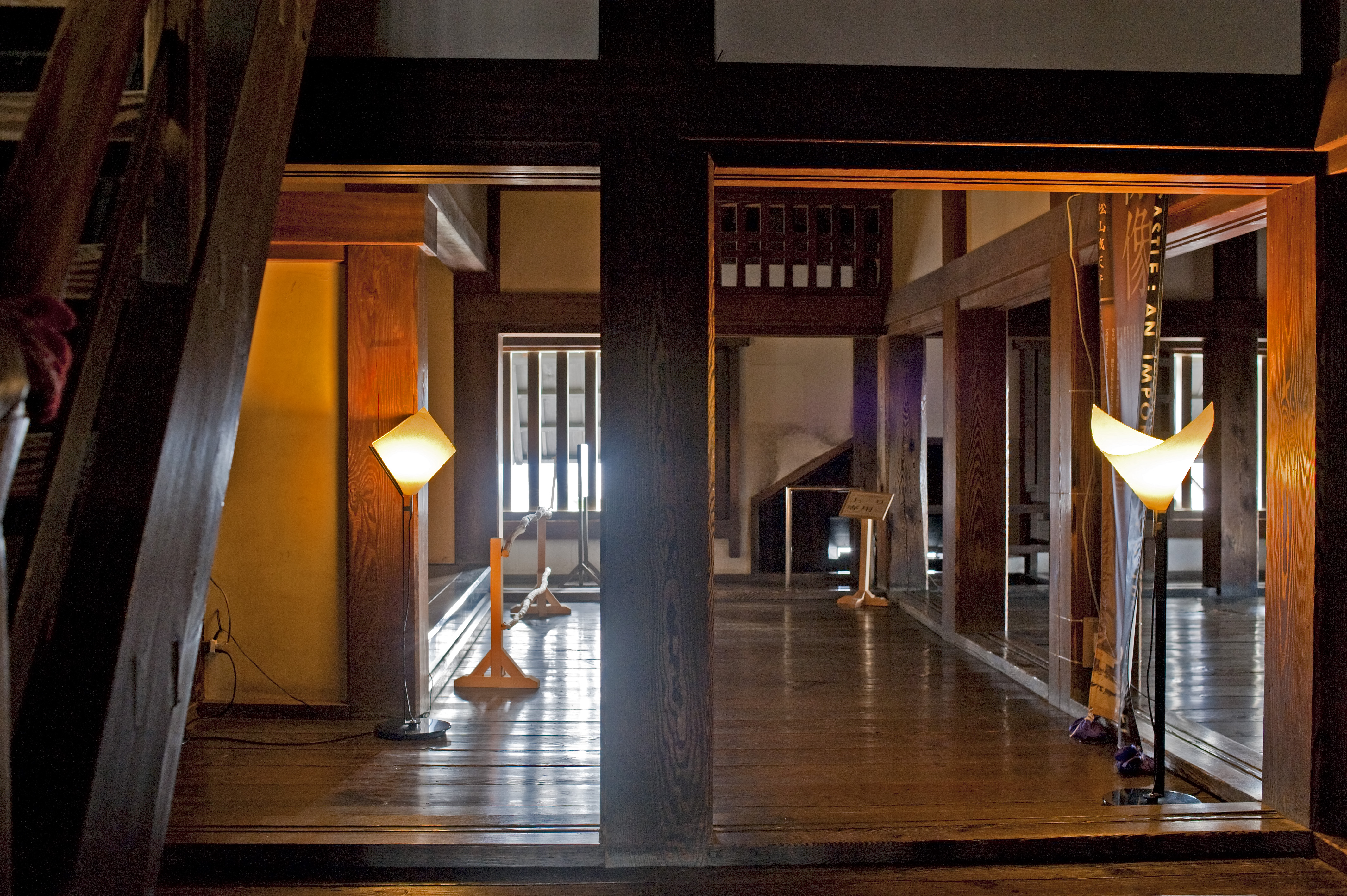
天守の内部
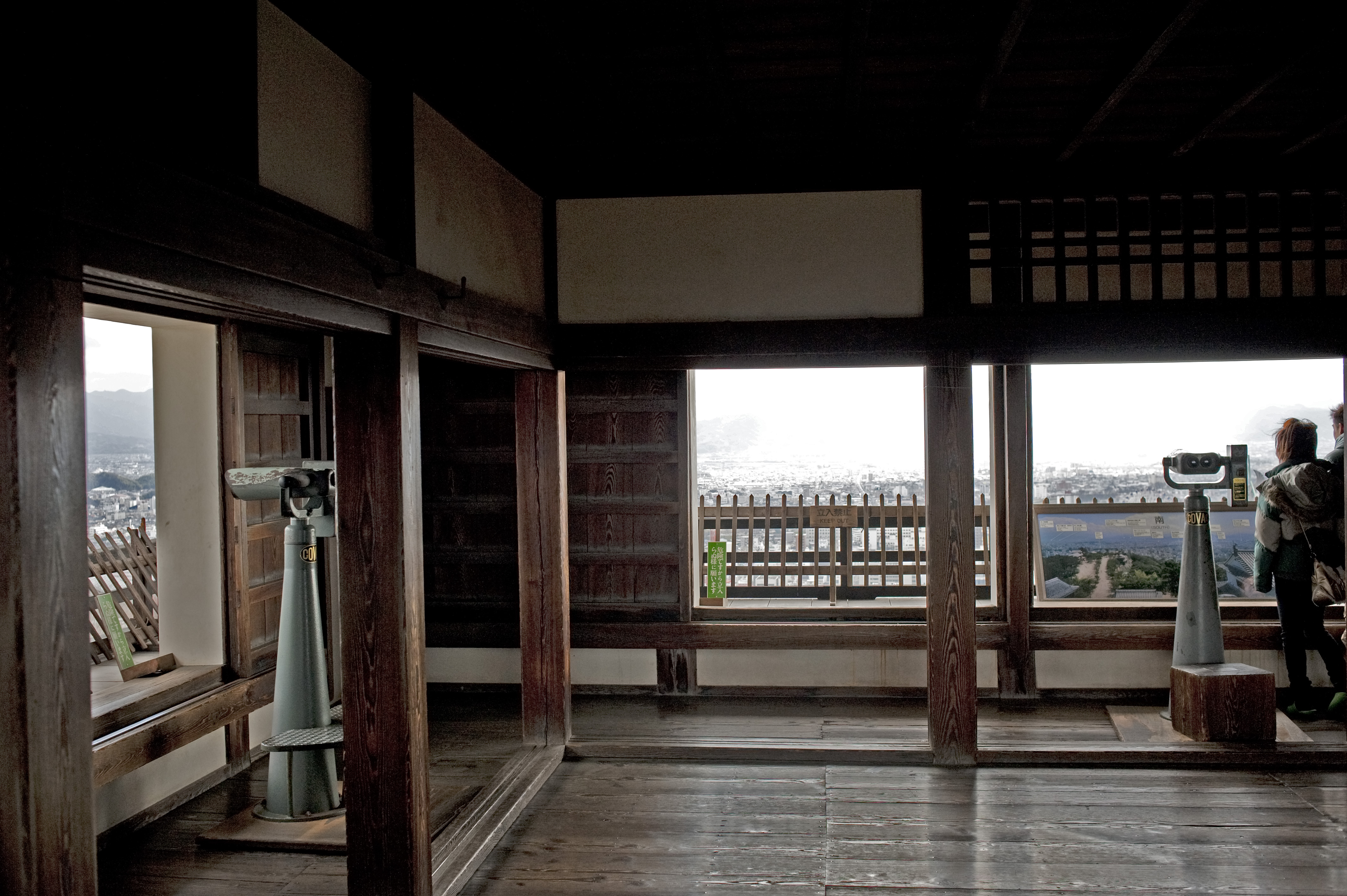
天守の最上階
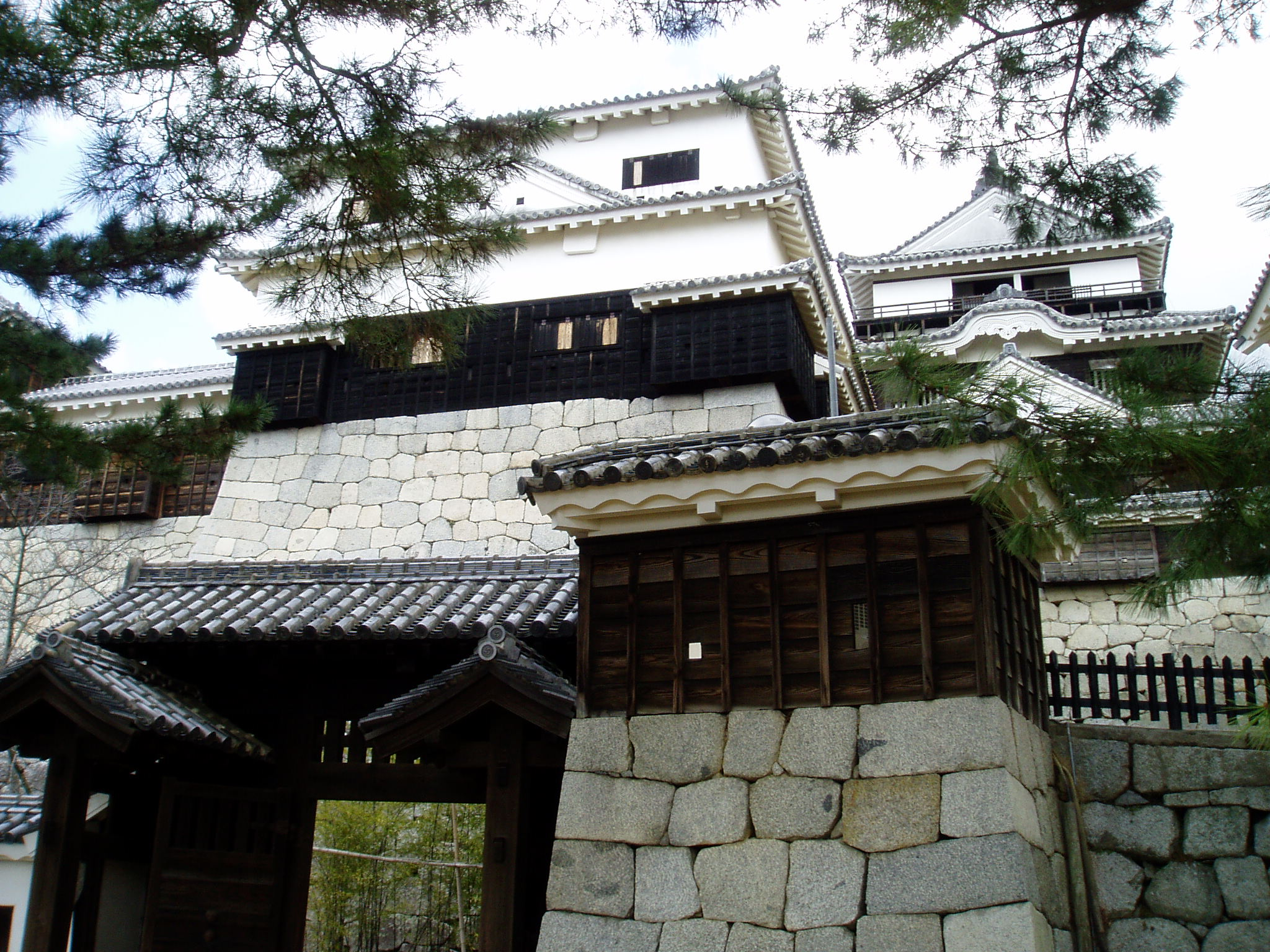
小天守写真
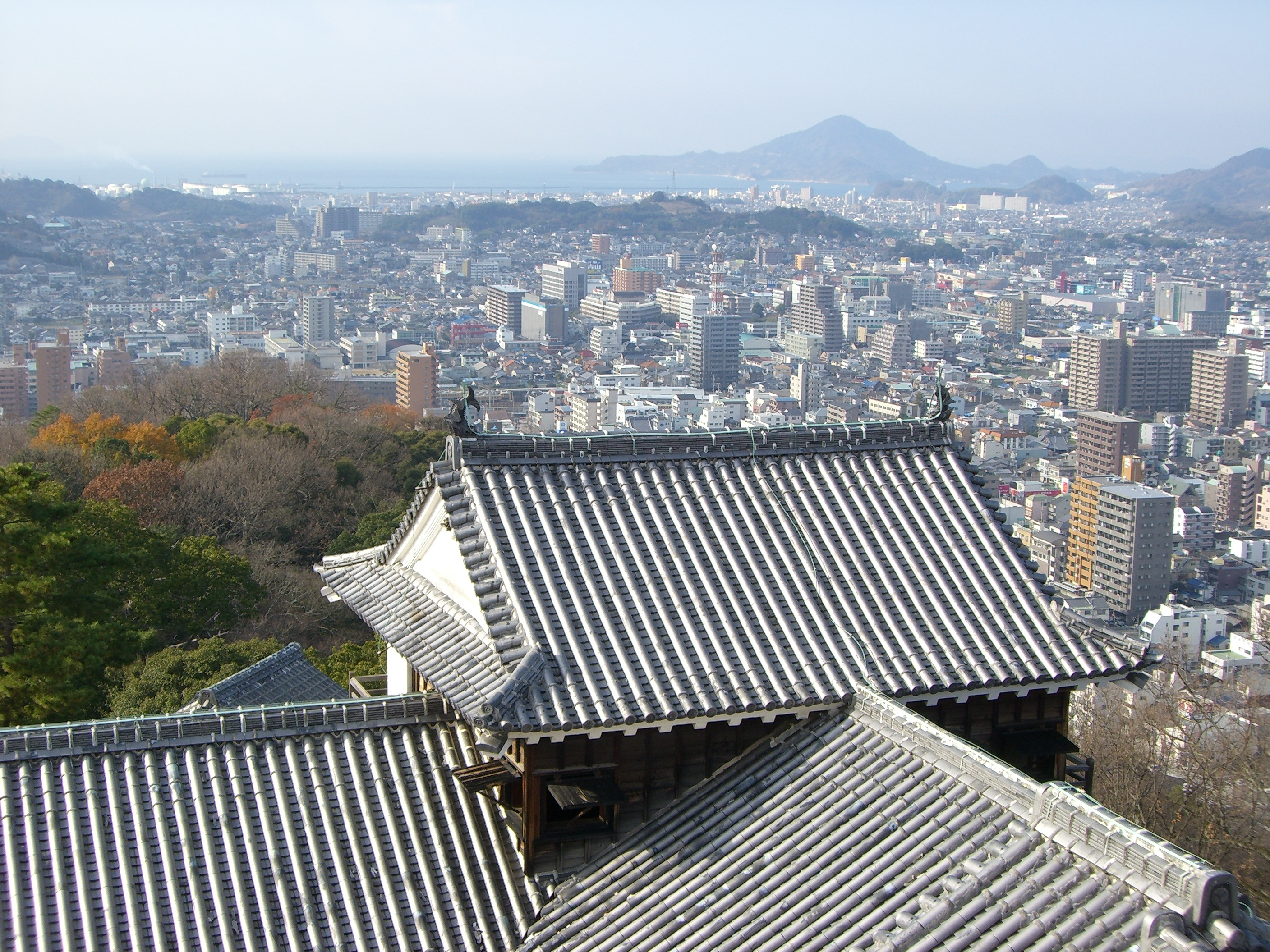
松山城大天守からの眺望（西方面）
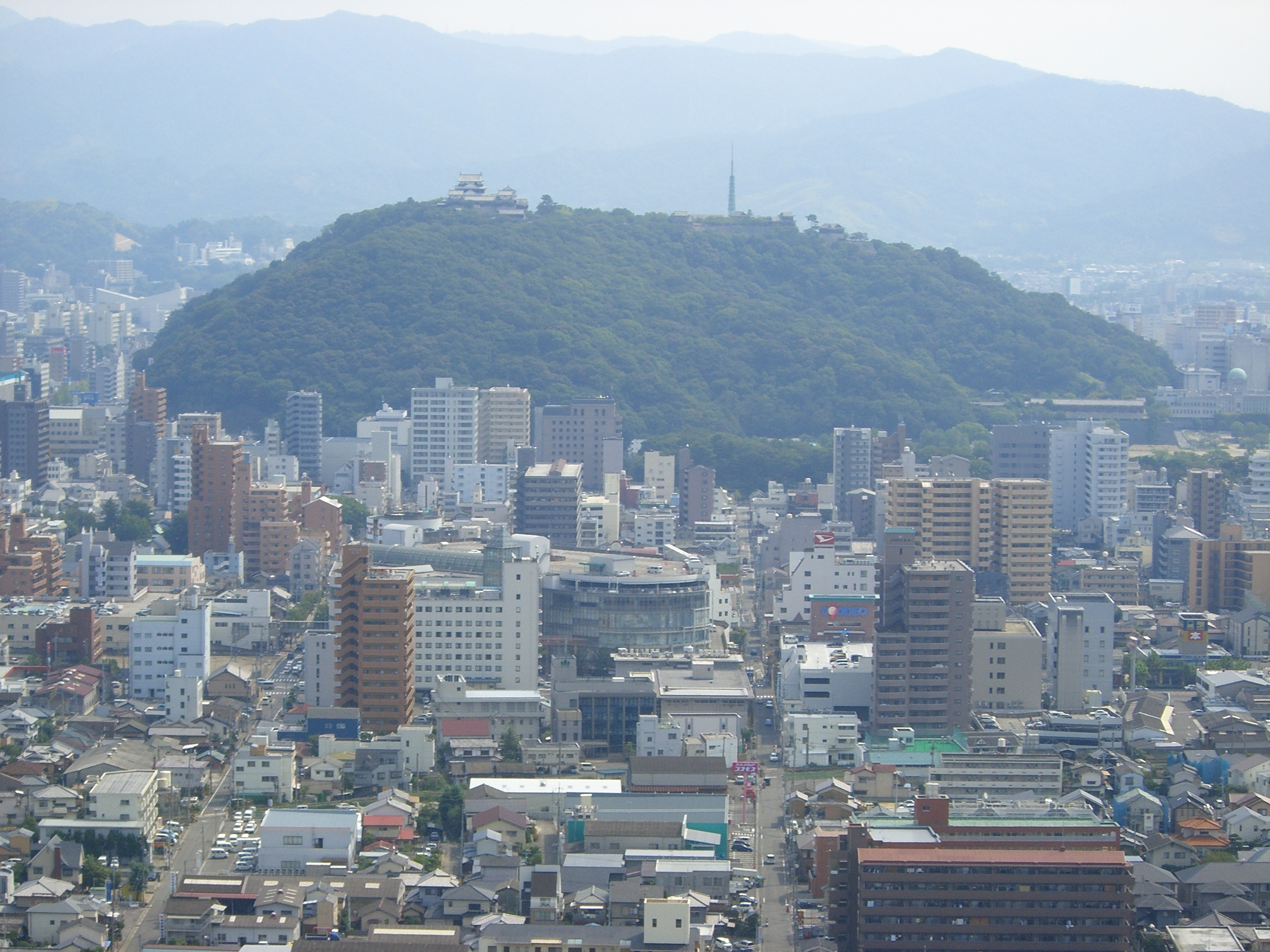
松山総合公園展望台から見た松山城

### 交通
松山城・二之丸史跡庭園の入場券と、坊っちゃん列車の乗車券がセットとなった「松山城らくトクセット券」が伊予鉄道から発売されている。
松山の玄関口等主要地点からの公共交通手段は次のとおり。
- 松山空港から
  - 伊予鉄バス松山空港リムジンバス道後温泉駅前行きで、「大街道バス停」下車。
  - 伊予鉄バス[52]松山空港線（一般路線バス）道後温泉駅前・湧ヶ淵・湯の山ニュータウン行きで、「ロープウェイ前バス停」下車。
- 四国旅客鉄道（JR四国）予讃線松山駅から
  - 伊予鉄道市内電車道後温泉行きで「大街道停留場」下車。
- 伊予鉄道松山市駅から
  - 伊予鉄道市内電車環状線大街道経由松山市駅行きまたは道後温泉行きで「大街道停留場」下車。
  - 坊っちゃん列車で「大街道停留場」下車。
  - 伊予鉄バス[52]松山空港線（一般路線バス）道後温泉駅前・湧ヶ淵・湯の山ニュータウン行きで、「ロープウェイ前バス停」下車
- 松山観光港から
  - 伊予鉄バス高浜駅〜松山観光港間連絡バスで「高浜駅前」下車。伊予鉄道高浜線に乗り換え松山市駅下車。さらに市内電車に乗り換え。
- 三津浜港から
  - 伊予鉄バス[56]三津吉田線松山市駅行きで松山市駅下車。さらに市内電車へ乗り換え。
- 道後温泉から
  - 伊予鉄道市内電車松山市駅行きまたはJR松山駅前行きで「大街道停留場」下車

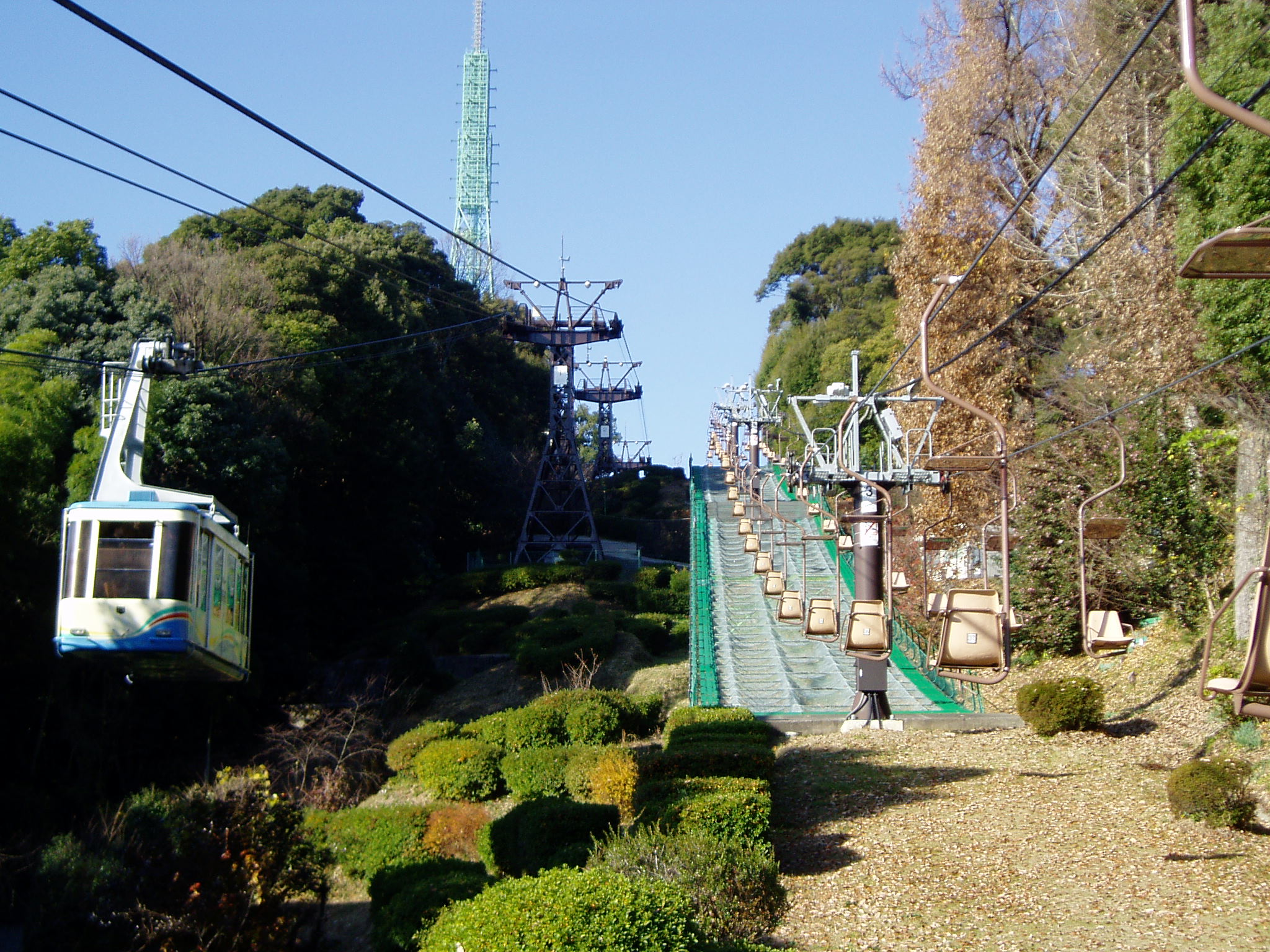
松山城山ロープウェイとリフト
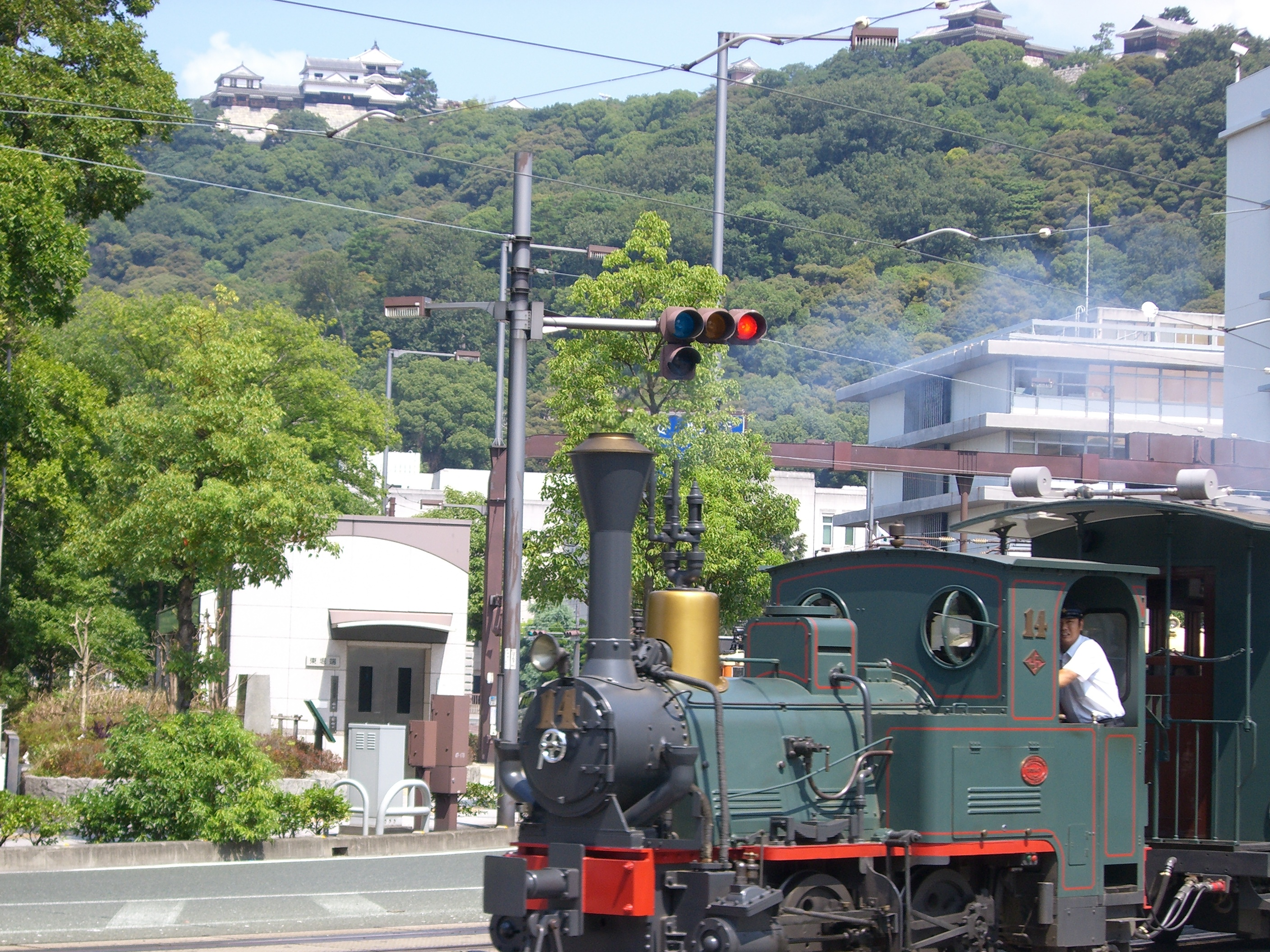
松山城を背景に運行される「坊っちゃん列車」

### 利用情報
- 観覧時間：9時から16時30分（季節により異なる）また、時間外も夜遅くまで開門されている。
- 観覧所要時間：ロープウェイ東雲口駅舎から90分以上。
- 料金：天守観覧料は520円（大人）、ロープウェイ・リフトは往復利用料520円（大人）・260円（小人）、片道利用料は270円（大人）・140円（小人）。
- 休業日：無休（12月第3水曜日はすす払いのため閉城）。
- 駐車場：松山城駐車場（有料。ロープウェイ東雲口駅舎付近。大型バスも入庫可能）など。
- 車椅子対応：数人の介助者が同伴の場合、本丸広場まで登城可能。
- 案内：観光ボランティアガイドや街角案内人が配置されている。
- 体験：大天守1階に無料の鎧兜試着コーナーがある。
- お城まつり：毎年4月の第1金・土・日曜日（日曜日には大名・武者行列がある）[注釈 15]。
- 今後：三之丸（現：城山公園堀之内地区）は「城山公園堀之内地区整備計画」（2000年）に基づいて、多くの既存施設を移設・撤去。二之丸（現：二之丸史跡庭園）では堀の復元を検討しており、松山市は文化庁の求めに応じて「保存管理計画」の立案作業を進めている。

## 関連項目

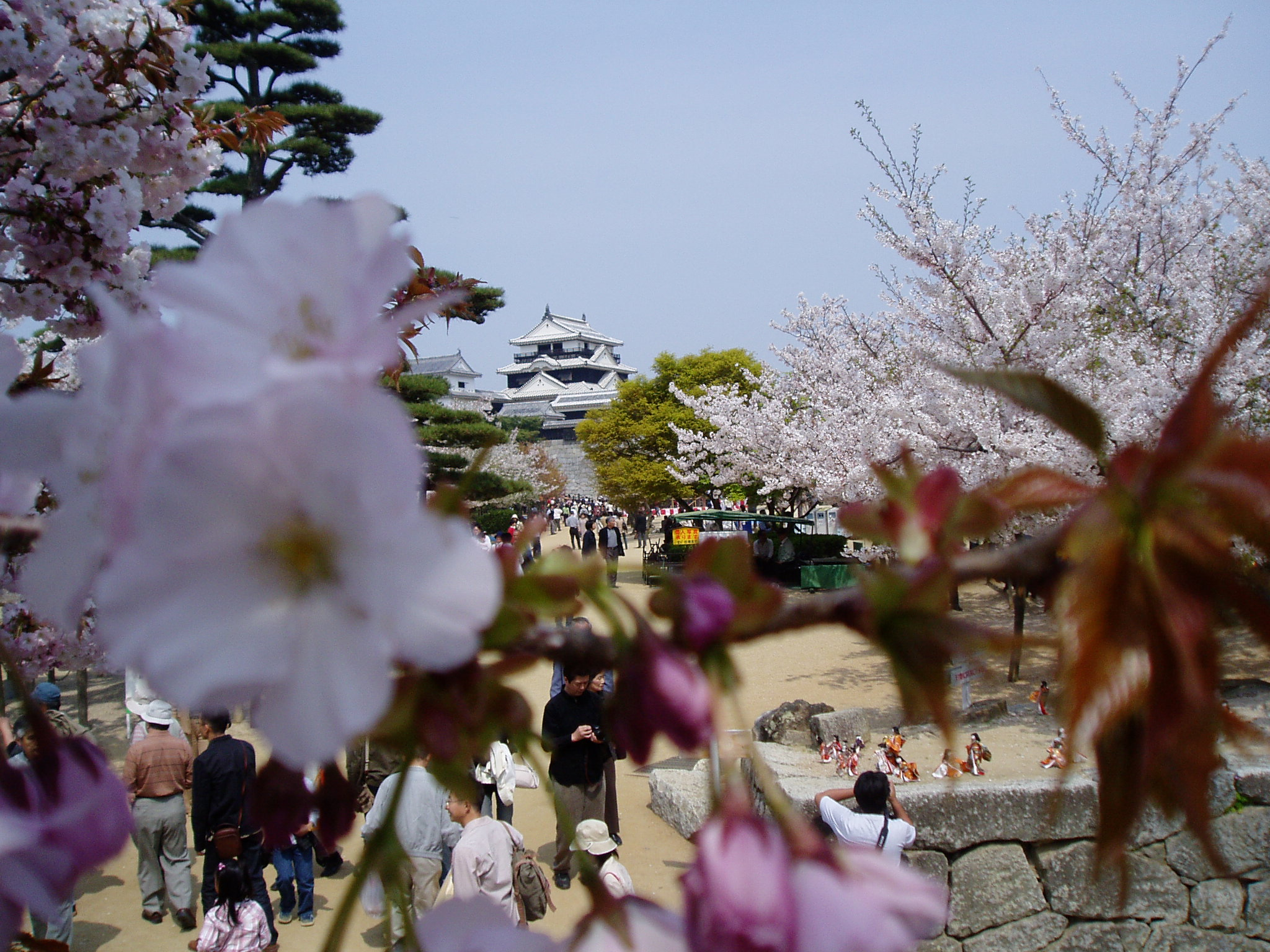
松山城本丸の桜

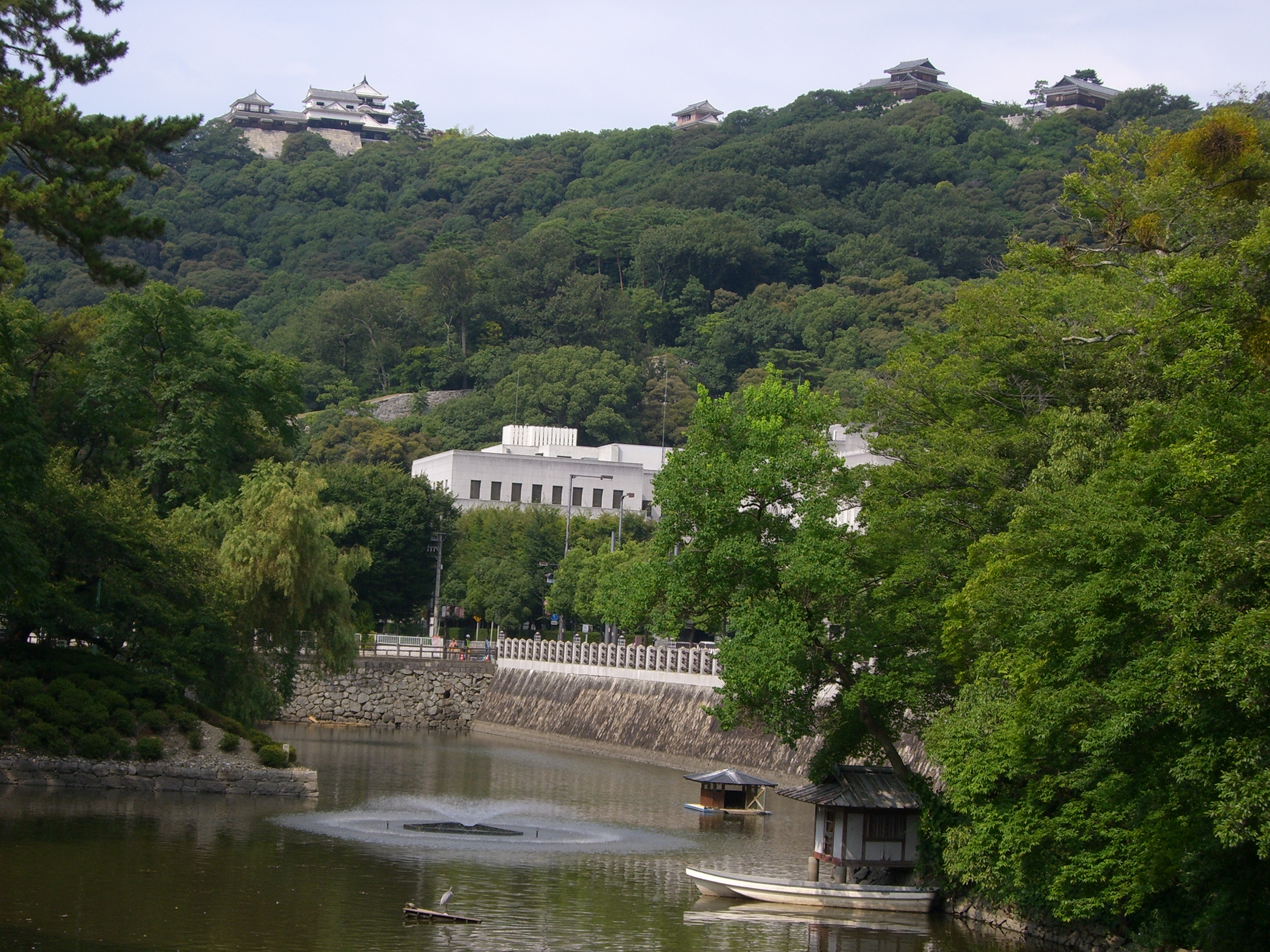
堀之内から見える松山城（市役所前付近）

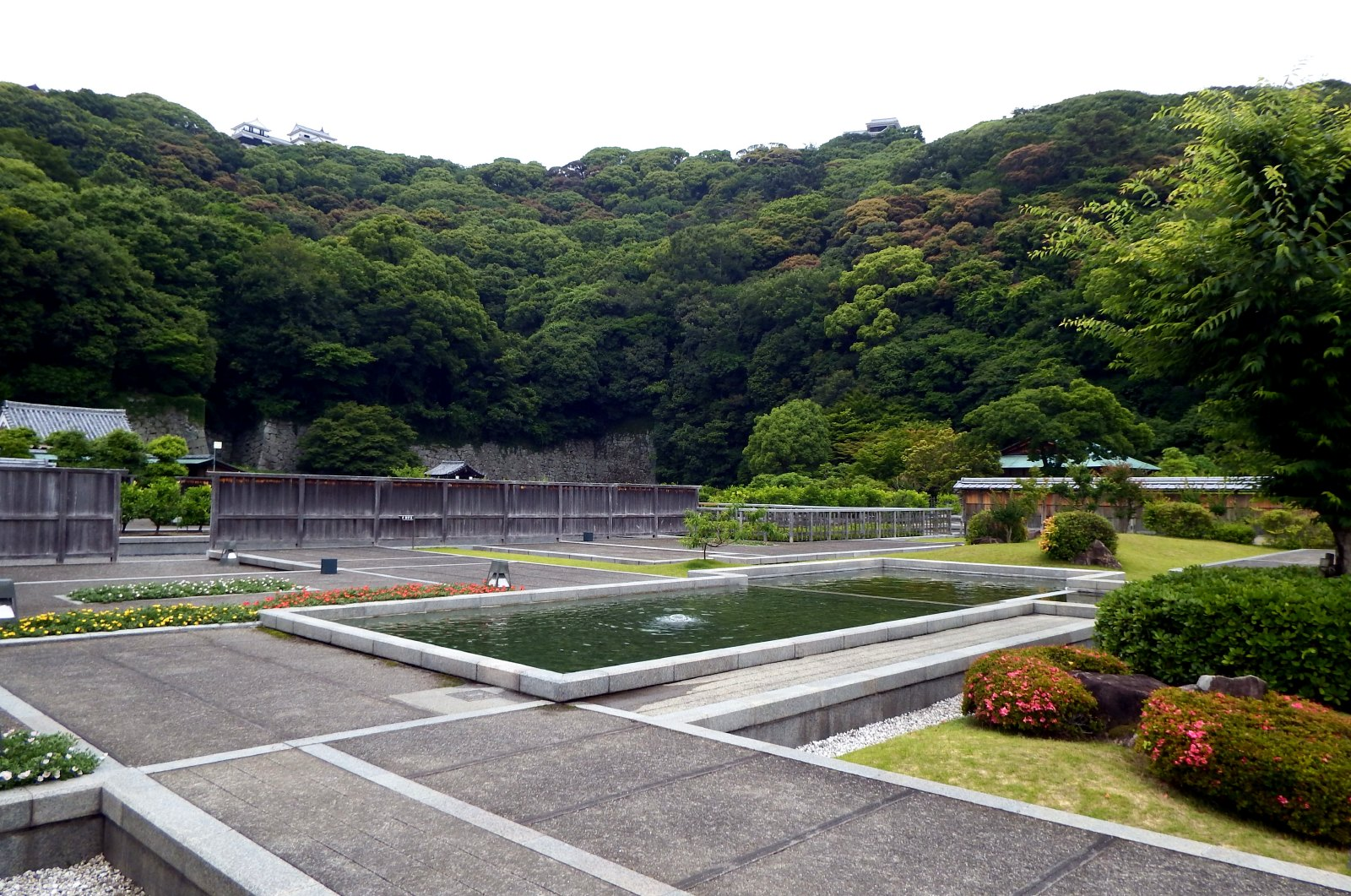
松山城二之丸史跡庭園